# Liste des communes de Seine-et-Marne
Pour les autres listes de communes françaises, voir Listes des communes de France.
| - La Seine-et-Marne en France métropolitaine. - Carte des communes de Seine-et-Marne. |

Cette page liste les 507 communes du département français de Seine-et-Marne au 1er janvier 2025.

## Histoire
- Le 1er janvier 2015, les communes d'Écuelles et de Moret-sur-Loing fusionnent pour devenir la commune d'Orvanne[1].
- Le 1er janvier 2016, les communes d'Orvanne, d'Épisy et de Montarlot fusionnent pour devenir la commune de Moret Loing et Orvanne[2].
- Le 1er janvier 2017, les communes de Moret Loing et Orvanne et de Veneux-les-Sablons fusionnent pour devenir la commune de Moret-Loing-et-Orvanne[3].

## Géographie
258 des 507 communes ont une superficie de moins de 10 km2, 196 communes une superficie entre 10 et 20 km2, 44 communes une superficie entre 20 et 30 km2 et seulement neuf communes une superficie de plus de 30 km2.

## Liste des communes
Le tableau suivant donne la liste des communes au 1er janvier 2025, en précisant leur code Insee, leur code postal principal, leur arrondissement, leur canton, leur intercommunalité, leur superficie, leur population et leur densité, d'après les chiffres de l'Insee issus du recensement 2022,.
| Nom                         | Code Insee | Code postal | Arrondissement | Canton                   | Intercommunalité                              | Superficie (km2) | Population (dernière pop. légale) | Densité (hab./km2) | Modifier                                    |
| --------------------------- | ---------- | ----------- | -------------- | ------------------------ | --------------------------------------------- | ---------------- | --------------------------------- | ------------------ | ------------------------------------------- |
| Melun (préfecture)          | 77288      | 77000       | Melun          | Melun                    | CA Melun Val de Seine                         | 8,04             | 43 685 (2022)                     | 5 433              | modifier les données · modifier les données |
| Achères-la-Forêt            | 77001      | 77760       | Fontainebleau  | Fontainebleau            | CA du Pays de Fontainebleau                   | 12,60            | 1 183 (2022)                      | 94                 | modifier les données · modifier les données |
| Amillis                     | 77002      | 77120       | Meaux          | Coulommiers              | CA Coulommiers Pays de Brie                   | 20,06            | 821 (2022)                        | 41                 | modifier les données · modifier les données |
| Amponville                  | 77003      | 77760       | Fontainebleau  | Fontainebleau            | CC Pays de Nemours                            | 12,30            | 351 (2022)                        | 29                 | modifier les données · modifier les données |
| Andrezel                    | 77004      | 77390       | Melun          | Nangis                   | CC Brie des Rivières et Châteaux              | 8,08             | 324 (2022)                        | 40                 | modifier les données · modifier les données |
| Annet-sur-Marne             | 77005      | 77410       | Meaux          | Claye-Souilly            | CC Plaines et Monts de France                 | 13,19            | 3 329 (2022)                      | 252                | modifier les données · modifier les données |
| Arbonne-la-Forêt            | 77006      | 77630       | Fontainebleau  | Fontainebleau            | CA du Pays de Fontainebleau                   | 15,08            | 1 007 (2022)                      | 67                 | modifier les données · modifier les données |
| Argentières                 | 77007      | 77390       | Melun          | Nangis                   | CC Brie des Rivières et Châteaux              | 2,57             | 352 (2022)                        | 137                | modifier les données · modifier les données |
| Armentières-en-Brie         | 77008      | 77440       | Meaux          | La Ferté-sous-Jouarre    | CC du Pays de l'Ourcq                         | 7,27             | 1 196 (2022)                      | 165                | modifier les données · modifier les données |
| Arville                     | 77009      | 77890       | Fontainebleau  | Nemours                  | CC Gâtinais-Val de Loing                      | 11,31            | 140 (2022)                        | 12                 | modifier les données · modifier les données |
| Aubepierre-Ozouer-le-Repos  | 77010      | 77720       | Provins        | Nangis                   | CC de la Brie Nangissienne                    | 26,83            | 965 (2022)                        | 36                 | modifier les données · modifier les données |
| Aufferville                 | 77011      | 77570       | Fontainebleau  | Nemours                  | CC Gâtinais-Val de Loing                      | 17,74            | 482 (2022)                        | 27                 | modifier les données · modifier les données |
| Augers-en-Brie              | 77012      | 77560       | Provins        | Provins                  | CC du Provinois                               | 13,49            | 275 (2022)                        | 20                 | modifier les données · modifier les données |
| Aulnoy                      | 77013      | 77120       | Meaux          | Coulommiers              | CA Coulommiers Pays de Brie                   | 14,25            | 363 (2022)                        | 25                 | modifier les données · modifier les données |
| Avon                        | 77014      | 77210       | Fontainebleau  | Fontainebleau            | CA du Pays de Fontainebleau                   | 3,83             | 13 526 (2022)                     | 3 532              | modifier les données · modifier les données |
| Baby                        | 77015      | 77480       | Provins        | Provins                  | CC de la Bassée - Montois                     | 4,12             | 112 (2022)                        | 27                 | modifier les données · modifier les données |
| Bagneaux-sur-Loing          | 77016      | 77167       | Fontainebleau  | Nemours                  | CC Pays de Nemours                            | 5,26             | 1 582 (2022)                      | 301                | modifier les données · modifier les données |
| Bailly-Romainvilliers       | 77018      | 77700       | Torcy          | Serris                   | CA Val d'Europe Agglomération                 | 8,72             | 7 049 (2022)                      | 808                | modifier les données · modifier les données |
| Balloy                      | 77019      | 77118       | Provins        | Provins                  | CC de la Bassée - Montois                     | 13,22            | 351 (2022)                        | 27                 | modifier les données · modifier les données |
| Bannost-Villegagnon         | 77020      | 77970       | Provins        | Provins                  | CC du Provinois                               | 19,41            | 658 (2022)                        | 34                 | modifier les données · modifier les données |
| Barbey                      | 77021      | 77130       | Provins        | Montereau-Fault-Yonne    | CC du Pays de Montereau                       | 4,32             | 151 (2022)                        | 35                 | modifier les données · modifier les données |
| Barbizon                    | 77022      | 77630       | Fontainebleau  | Fontainebleau            | CA du Pays de Fontainebleau                   | 5,27             | 1 265 (2022)                      | 240                | modifier les données · modifier les données |
| Barcy                       | 77023      | 77910       | Meaux          | Claye-Souilly            | CA Pays de Meaux                              | 6,95             | 375 (2022)                        | 54                 | modifier les données · modifier les données |
| Bassevelle                  | 77024      | 77750       | Meaux          | La Ferté-sous-Jouarre    | CA Coulommiers Pays de Brie                   | 17,46            | 385 (2022)                        | 22                 | modifier les données · modifier les données |
| Bazoches-lès-Bray           | 77025      | 77118       | Provins        | Provins                  | CC de la Bassée - Montois                     | 22,68            | 889 (2022)                        | 39                 | modifier les données · modifier les données |
| Beauchery-Saint-Martin      | 77026      | 77560       | Provins        | Provins                  | CC du Provinois                               | 27,96            | 374 (2022)                        | 13                 | modifier les données · modifier les données |
| Beaumont-du-Gâtinais        | 77027      | 77890       | Fontainebleau  | Nemours                  | CC Gâtinais-Val de Loing                      | 16,59            | 1 136 (2022)                      | 68                 | modifier les données · modifier les données |
| Beautheil-Saints            | 77433      | 77120       | Meaux          | Coulommiers              | CA Coulommiers Pays de Brie                   | 38,41            | 2 064 (2022)                      | 54                 | modifier les données · modifier les données |
| Beauvoir                    | 77029      | 77390       | Melun          | Nangis                   | CC Brie des Rivières et Châteaux              | 3,94             | 185 (2022)                        | 47                 | modifier les données · modifier les données |
| Bellot                      | 77030      | 77510       | Provins        | Coulommiers              | CC des Deux Morin                             | 16,36            | 776 (2022)                        | 47                 | modifier les données · modifier les données |
| Bernay-Vilbert              | 77031      | 77540       | Provins        | Fontenay-Trésigny        | CC du Val Briard                              | 16,92            | 991 (2022)                        | 59                 | modifier les données · modifier les données |
| Beton-Bazoches              | 77032      | 77320       | Provins        | Provins                  | CC du Provinois                               | 18,32            | 912 (2022)                        | 50                 | modifier les données · modifier les données |
| Bezalles                    | 77033      | 77970       | Provins        | Provins                  | CC du Provinois                               | 2,66             | 224 (2022)                        | 84                 | modifier les données · modifier les données |
| Blandy                      | 77034      | 77115       | Melun          | Nangis                   | CC Brie des Rivières et Châteaux              | 13,99            | 769 (2022)                        | 55                 | modifier les données · modifier les données |
| Blennes                     | 77035      | 77940       | Provins        | Nemours                  | CC du Pays de Montereau                       | 20,29            | 546 (2022)                        | 27                 | modifier les données · modifier les données |
| Bois-le-Roi                 | 77037      | 77590       | Fontainebleau  | Nangis                   | CA du Pays de Fontainebleau                   | 6,91             | 6 026 (2022)                      | 872                | modifier les données · modifier les données |
| Boisdon                     | 77036      | 77970       | Provins        | Provins                  | CC du Provinois                               | 4,30             | 135 (2022)                        | 31                 | modifier les données · modifier les données |
| Boissettes                  | 77038      | 77350       | Melun          | Savigny-le-Temple        | CA Melun Val de Seine                         | 1,54             | 432 (2022)                        | 281                | modifier les données · modifier les données |
| Boissise-la-Bertrand        | 77039      | 77350       | Melun          | Savigny-le-Temple        | CA Melun Val de Seine                         | 7,80             | 1 194 (2022)                      | 153                | modifier les données · modifier les données |
| Boissise-le-Roi             | 77040      | 77310       | Melun          | Saint-Fargeau-Ponthierry | CA Melun Val de Seine                         | 7,09             | 3 828 (2022)                      | 540                | modifier les données · modifier les données |
| Boissy-aux-Cailles          | 77041      | 77760       | Fontainebleau  | Fontainebleau            | CA du Pays de Fontainebleau                   | 16,40            | 274 (2022)                        | 17                 | modifier les données · modifier les données |
| Boissy-le-Châtel            | 77042      | 77169       | Meaux          | Coulommiers              | CA Coulommiers Pays de Brie                   | 9,95             | 3 313 (2022)                      | 333                | modifier les données · modifier les données |
| Boitron                     | 77043      | 77750       | Provins        | Coulommiers              | CC des Deux Morin                             | 5,14             | 326 (2022)                        | 63                 | modifier les données · modifier les données |
| Bombon                      | 77044      | 77720       | Melun          | Nangis                   | CC Brie des Rivières et Châteaux              | 15,00            | 936 (2022)                        | 62                 | modifier les données · modifier les données |
| Bougligny                   | 77045      | 77570       | Fontainebleau  | Nemours                  | CC Gâtinais-Val de Loing                      | 16,31            | 730 (2022)                        | 45                 | modifier les données · modifier les données |
| Boulancourt                 | 77046      | 77760       | Fontainebleau  | Fontainebleau            | CC Pays de Nemours                            | 6,44             | 341 (2022)                        | 53                 | modifier les données · modifier les données |
| Bouleurs                    | 77047      | 77580       | Meaux          | Serris                   | CA Coulommiers Pays de Brie                   | 8,25             | 1 731 (2022)                      | 210                | modifier les données · modifier les données |
| Bourron-Marlotte            | 77048      | 77780       | Fontainebleau  | Fontainebleau            | CA du Pays de Fontainebleau                   | 11,26            | 2 782 (2022)                      | 247                | modifier les données · modifier les données |
| Boutigny                    | 77049      | 77470       | Meaux          | Serris                   | CA Pays de Meaux                              | 9,88             | 850 (2022)                        | 86                 | modifier les données · modifier les données |
| Bransles                    | 77050      | 77620       | Fontainebleau  | Nemours                  | CC Gâtinais-Val de Loing                      | 13,85            | 529 (2022)                        | 38                 | modifier les données · modifier les données |
| Bray-sur-Seine              | 77051      | 77480       | Provins        | Provins                  | CC de la Bassée - Montois                     | 2,15             | 2 378 (2022)                      | 1 106              | modifier les données · modifier les données |
| Bréau                       | 77052      | 77720       | Provins        | Nangis                   | CC de la Brie Nangissienne                    | 1,35             | 371 (2022)                        | 275                | modifier les données · modifier les données |
| Brie-Comte-Robert           | 77053      | 77170       | Torcy          | Combs-la-Ville           | CC de l'Orée de la Brie                       | 19,93            | 18 999 (2022)                     | 953                | modifier les données · modifier les données |
| La Brosse-Montceaux         | 77054      | 77940       | Provins        | Montereau-Fault-Yonne    | CC du Pays de Montereau                       | 12,00            | 736 (2022)                        | 61                 | modifier les données · modifier les données |
| Brou-sur-Chantereine        | 77055      | 77177       | Torcy          | Villeparisis             | CA Paris - Vallée de la Marne                 | 4,28             | 5 094 (2022)                      | 1 190              | modifier les données · modifier les données |
| Burcy                       | 77056      | 77760       | Fontainebleau  | Fontainebleau            | CC Pays de Nemours                            | 7,03             | 148 (2022)                        | 21                 | modifier les données · modifier les données |
| Bussières                   | 77057      | 77750       | Meaux          | La Ferté-sous-Jouarre    | CA Coulommiers Pays de Brie                   | 8,81             | 573 (2022)                        | 65                 | modifier les données · modifier les données |
| Bussy-Saint-Georges         | 77058      | 77600       | Torcy          | Torcy                    | CA de Marne et Gondoire                       | 13,39            | 26 334 (2022)                     | 1 967              | modifier les données · modifier les données |
| Bussy-Saint-Martin          | 77059      | 77600       | Torcy          | Torcy                    | CA de Marne et Gondoire                       | 2,64             | 728 (2022)                        | 276                | modifier les données · modifier les données |
| Buthiers                    | 77060      | 77760       | Fontainebleau  | Fontainebleau            | CC Pays de Nemours                            | 19,67            | 771 (2022)                        | 39                 | modifier les données · modifier les données |
| Cannes-Écluse               | 77061      | 77130       | Provins        | Montereau-Fault-Yonne    | CC du Pays de Montereau                       | 8,63             | 2 742 (2022)                      | 318                | modifier les données · modifier les données |
| Carnetin                    | 77062      | 77400       | Torcy          | Lagny-sur-Marne          | CA de Marne et Gondoire                       | 1,61             | 457 (2022)                        | 284                | modifier les données · modifier les données |
| La Celle-sur-Morin          | 77063      | 77515       | Meaux          | Coulommiers              | CA Coulommiers Pays de Brie                   | 7,26             | 1 246 (2022)                      | 172                | modifier les données · modifier les données |
| Cély                        | 77065      | 77930       | Fontainebleau  | Fontainebleau            | CA du Pays de Fontainebleau                   | 6,19             | 1 256 (2022)                      | 203                | modifier les données · modifier les données |
| Cerneux                     | 77066      | 77320       | Provins        | Provins                  | CC du Provinois                               | 22,10            | 277 (2022)                        | 13                 | modifier les données · modifier les données |
| Cesson                      | 77067      | 77240       | Melun          | Savigny-le-Temple        | CA Grand Paris Sud                            | 6,98             | 11 141 (2022)                     | 1 596              | modifier les données · modifier les données |
| Cessoy-en-Montois           | 77068      | 77520       | Provins        | Provins                  | CC de la Bassée - Montois                     | 5,26             | 213 (2022)                        | 40                 | modifier les données · modifier les données |
| Chailly-en-Bière            | 77069      | 77930       | Fontainebleau  | Fontainebleau            | CA du Pays de Fontainebleau                   | 13,08            | 2 172 (2022)                      | 166                | modifier les données · modifier les données |
| Chailly-en-Brie             | 77070      | 77120       | Meaux          | Coulommiers              | CA Coulommiers Pays de Brie                   | 17,36            | 1 557 (2022)                      | 90                 | modifier les données · modifier les données |
| Chaintreaux                 | 77071      | 77460       | Fontainebleau  | Nemours                  | CC Gâtinais-Val de Loing                      | 23,92            | 831 (2022)                        | 35                 | modifier les données · modifier les données |
| Chalautre-la-Grande         | 77072      | 77171       | Provins        | Provins                  | CC du Provinois                               | 18,33            | 657 (2022)                        | 36                 | modifier les données · modifier les données |
| Chalautre-la-Petite         | 77073      | 77160       | Provins        | Provins                  | CC du Provinois                               | 9,37             | 545 (2022)                        | 58                 | modifier les données · modifier les données |
| Chalifert                   | 77075      | 77144       | Torcy          | Lagny-sur-Marne          | CA de Marne et Gondoire                       | 2,42             | 1 581 (2022)                      | 653                | modifier les données · modifier les données |
| Chalmaison                  | 77076      | 77650       | Provins        | Provins                  | CC de la Bassée - Montois                     | 10,04            | 758 (2022)                        | 75                 | modifier les données · modifier les données |
| Chambry                     | 77077      | 77910       | Meaux          | Claye-Souilly            | CA Pays de Meaux                              | 9,75             | 1 051 (2022)                      | 108                | modifier les données · modifier les données |
| Chamigny                    | 77078      | 77260       | Meaux          | La Ferté-sous-Jouarre    | CA Coulommiers Pays de Brie                   | 14,22            | 1 431 (2022)                      | 101                | modifier les données · modifier les données |
| Champagne-sur-Seine         | 77079      | 77430       | Fontainebleau  | Montereau-Fault-Yonne    | CC Moret Seine et Loing                       | 7,28             | 6 491 (2022)                      | 892                | modifier les données · modifier les données |
| Champcenest                 | 77080      | 77560       | Provins        | Provins                  | CC du Provinois                               | 12,46            | 197 (2022)                        | 16                 | modifier les données · modifier les données |
| Champdeuil                  | 77081      | 77390       | Melun          | Nangis                   | CC Brie des Rivières et Châteaux              | 3,97             | 735 (2022)                        | 185                | modifier les données · modifier les données |
| Champeaux                   | 77082      | 77720       | Melun          | Nangis                   | CC Brie des Rivières et Châteaux              | 13,05            | 814 (2022)                        | 62                 | modifier les données · modifier les données |
| Champs-sur-Marne            | 77083      | 77420       | Torcy          | Champs-sur-Marne         | CA Paris - Vallée de la Marne                 | 7,35             | 26 661 (2022)                     | 3 627              | modifier les données · modifier les données |
| Changis-sur-Marne           | 77084      | 77660       | Meaux          | La Ferté-sous-Jouarre    | CA Coulommiers Pays de Brie                   | 6,98             | 1 352 (2022)                      | 194                | modifier les données · modifier les données |
| Chanteloup-en-Brie          | 77085      | 77600       | Torcy          | Lagny-sur-Marne          | CA de Marne et Gondoire                       | 3,18             | 4 166 (2022)                      | 1 310              | modifier les données · modifier les données |
| La Chapelle-Gauthier        | 77086      | 77720       | Provins        | Nangis                   | CC de la Brie Nangissienne                    | 17,36            | 1 398 (2022)                      | 81                 | modifier les données · modifier les données |
| La Chapelle-Iger            | 77087      | 77540       | Provins        | Fontenay-Trésigny        | CC du Val Briard                              | 8,73             | 191 (2022)                        | 22                 | modifier les données · modifier les données |
| La Chapelle-la-Reine        | 77088      | 77760       | Fontainebleau  | Fontainebleau            | CA du Pays de Fontainebleau                   | 15,91            | 2 236 (2022)                      | 141                | modifier les données · modifier les données |
| La Chapelle-Moutils         | 77093      | 77320       | Provins        | Coulommiers              | CC des Deux Morin                             | 18,90            | 405 (2022)                        | 21                 | modifier les données · modifier les données |
| La Chapelle-Rablais         | 77089      | 77370       | Provins        | Nangis                   | CC de la Brie Nangissienne                    | 15,44            | 907 (2022)                        | 59                 | modifier les données · modifier les données |
| La Chapelle-Saint-Sulpice   | 77090      | 77160       | Provins        | Provins                  | CC du Provinois                               | 6,37             | 239 (2022)                        | 38                 | modifier les données · modifier les données |
| Les Chapelles-Bourbon       | 77091      | 77610       | Provins        | Fontenay-Trésigny        | CC du Val Briard                              | 6,42             | 464 (2022)                        | 72                 | modifier les données · modifier les données |
| Charmentray                 | 77094      | 77410       | Meaux          | Claye-Souilly            | CC Plaines et Monts de France                 | 4,67             | 294 (2022)                        | 63                 | modifier les données · modifier les données |
| Charny                      | 77095      | 77410       | Meaux          | Claye-Souilly            | CC Plaines et Monts de France                 | 12,54            | 1 584 (2022)                      | 126                | modifier les données · modifier les données |
| Chartrettes                 | 77096      | 77590       | Fontainebleau  | Nangis                   | CA du Pays de Fontainebleau                   | 10,10            | 2 593 (2022)                      | 257                | modifier les données · modifier les données |
| Chartronges                 | 77097      | 77320       | Provins        | Coulommiers              | CC des Deux Morin                             | 8,20             | 302 (2022)                        | 37                 | modifier les données · modifier les données |
| Château-Landon              | 77099      | 77570       | Fontainebleau  | Nemours                  | CC Gâtinais-Val de Loing                      | 29,35            | 3 150 (2022)                      | 107                | modifier les données · modifier les données |
| Châteaubleau                | 77098      | 77370       | Provins        | Nangis                   | CC de la Brie Nangissienne                    | 3,40             | 363 (2022)                        | 107                | modifier les données · modifier les données |
| Le Châtelet-en-Brie         | 77100      | 77820       | Melun          | Nangis                   | CC Brie des Rivières et Châteaux              | 22,71            | 4 231 (2022)                      | 186                | modifier les données · modifier les données |
| Châtenay-sur-Seine          | 77101      | 77126       | Provins        | Provins                  | CC de la Bassée - Montois                     | 13,03            | 1 049 (2022)                      | 81                 | modifier les données · modifier les données |
| Châtenoy                    | 77102      | 77167       | Fontainebleau  | Nemours                  | CC Pays de Nemours                            | 4,87             | 157 (2022)                        | 32                 | modifier les données · modifier les données |
| Châtillon-la-Borde          | 77103      | 77820       | Melun          | Nangis                   | CC Brie des Rivières et Châteaux              | 7,25             | 224 (2022)                        | 31                 | modifier les données · modifier les données |
| Châtres                     | 77104      | 77610       | Provins        | Fontenay-Trésigny        | CC du Val Briard                              | 15,13            | 712 (2022)                        | 47                 | modifier les données · modifier les données |
| Chauconin-Neufmontiers      | 77335      | 77124       | Meaux          | Claye-Souilly            | CA Pays de Meaux                              | 17,39            | 3 726 (2022)                      | 214                | modifier les données · modifier les données |
| Chauffry                    | 77106      | 77169       | Meaux          | Coulommiers              | CA Coulommiers Pays de Brie                   | 5,16             | 1 004 (2022)                      | 195                | modifier les données · modifier les données |
| Chaumes-en-Brie             | 77107      | 77390       | Melun          | Fontenay-Trésigny        | CC Brie des Rivières et Châteaux              | 20,07            | 3 452 (2022)                      | 172                | modifier les données · modifier les données |
| Chelles                     | 77108      | 77500       | Torcy          | Chelles                  | CA Paris - Vallée de la Marne                 | 15,90            | 54 372 (2022)                     | 3 420              | modifier les données · modifier les données |
| Chenoise-Cucharmoy          | 77109      | 77160       | Provins        | Provins                  | CC du Provinois                               | 48,68            | 1 629 (2022)                      | 33                 | modifier les données · modifier les données |
| Chenou                      | 77110      | 77570       | Fontainebleau  | Nemours                  | CC Gâtinais-Val de Loing                      | 13,74            | 295 (2022)                        | 21                 | modifier les données · modifier les données |
| Chessy                      | 77111      | 77700       | Torcy          | Serris                   | CA Val d'Europe Agglomération                 | 5,74             | 7 242 (2022)                      | 1 262              | modifier les données · modifier les données |
| Chevrainvilliers            | 77112      | 77760       | Fontainebleau  | Nemours                  | CC Pays de Nemours                            | 8,95             | 255 (2022)                        | 28                 | modifier les données · modifier les données |
| Chevru                      | 77113      | 77320       | Meaux          | Coulommiers              | CA Coulommiers Pays de Brie                   | 13,94            | 1 026 (2022)                      | 74                 | modifier les données · modifier les données |
| Chevry-Cossigny             | 77114      | 77173       | Torcy          | Ozoir-la-Ferrière        | CC de l'Orée de la Brie                       | 16,75            | 4 019 (2022)                      | 240                | modifier les données · modifier les données |
| Chevry-en-Sereine           | 77115      | 77710       | Provins        | Nemours                  | CC du Pays de Montereau                       | 22,81            | 504 (2022)                        | 22                 | modifier les données · modifier les données |
| Choisy-en-Brie              | 77116      | 77320       | Provins        | Coulommiers              | CC des Deux Morin                             | 25,03            | 1 331 (2022)                      | 53                 | modifier les données · modifier les données |
| Citry                       | 77117      | 77730       | Meaux          | La Ferté-sous-Jouarre    | CA Coulommiers Pays de Brie                   | 5,04             | 924 (2022)                        | 183                | modifier les données · modifier les données |
| Claye-Souilly               | 77118      | 77410       | Meaux          | Claye-Souilly            | CA Roissy Pays de France                      | 15,07            | 12 381 (2022)                     | 822                | modifier les données · modifier les données |
| Clos-Fontaine               | 77119      | 77370       | Provins        | Nangis                   | CC de la Brie Nangissienne                    | 5,97             | 235 (2022)                        | 39                 | modifier les données · modifier les données |
| Cocherel                    | 77120      | 77440       | Meaux          | La Ferté-sous-Jouarre    | CC du Pays de l'Ourcq                         | 8,27             | 619 (2022)                        | 75                 | modifier les données · modifier les données |
| Collégien                   | 77121      | 77090       | Torcy          | Torcy                    | CA de Marne et Gondoire                       | 4,27             | 3 332 (2022)                      | 780                | modifier les données · modifier les données |
| Combs-la-Ville              | 77122      | 77380       | Melun          | Combs-la-Ville           | CA Grand Paris Sud                            | 14,48            | 22 712 (2022)                     | 1 569              | modifier les données · modifier les données |
| Compans                     | 77123      | 77290       | Meaux          | Mitry-Mory               | CA Roissy Pays de France                      | 5,30             | 821 (2022)                        | 155                | modifier les données · modifier les données |
| Conches-sur-Gondoire        | 77124      | 77600       | Torcy          | Lagny-sur-Marne          | CA de Marne et Gondoire                       | 1,52             | 1 751 (2022)                      | 1 152              | modifier les données · modifier les données |
| Condé-Sainte-Libiaire       | 77125      | 77450       | Meaux          | Serris                   | CA Coulommiers Pays de Brie                   | 2,15             | 1 470 (2022)                      | 684                | modifier les données · modifier les données |
| Congis-sur-Thérouanne       | 77126      | 77440       | Meaux          | La Ferté-sous-Jouarre    | CC du Pays de l'Ourcq                         | 15,12            | 1 776 (2022)                      | 117                | modifier les données · modifier les données |
| Coubert                     | 77127      | 77170       | Melun          | Fontenay-Trésigny        | CC Brie des Rivières et Châteaux              | 8,36             | 1 942 (2022)                      | 232                | modifier les données · modifier les données |
| Couilly-Pont-aux-Dames      | 77128      | 77860       | Meaux          | Serris                   | CA Coulommiers Pays de Brie                   | 4,75             | 2 131 (2022)                      | 449                | modifier les données · modifier les données |
| Coulombs-en-Valois          | 77129      | 77840       | Meaux          | La Ferté-sous-Jouarre    | CC du Pays de l'Ourcq                         | 22,41            | 579 (2022)                        | 26                 | modifier les données · modifier les données |
| Coulommes                   | 77130      | 77580       | Meaux          | Serris                   | CA Coulommiers Pays de Brie                   | 3,68             | 534 (2022)                        | 145                | modifier les données · modifier les données |
| Coulommiers                 | 77131      | 77120       | Meaux          | Coulommiers              | CA Coulommiers Pays de Brie                   | 10,93            | 15 696 (2022)                     | 1 436              | modifier les données · modifier les données |
| Coupvray                    | 77132      | 77700       | Torcy          | Serris                   | CA Val d'Europe Agglomération                 | 8,09             | 3 008 (2022)                      | 372                | modifier les données · modifier les données |
| Courcelles-en-Bassée        | 77133      | 77126       | Provins        | Montereau-Fault-Yonne    | CC du Pays de Montereau                       | 10,79            | 214 (2022)                        | 20                 | modifier les données · modifier les données |
| Courchamp                   | 77134      | 77560       | Provins        | Provins                  | CC du Provinois                               | 12,41            | 151 (2022)                        | 12                 | modifier les données · modifier les données |
| Courpalay                   | 77135      | 77540       | Provins        | Fontenay-Trésigny        | CC du Val Briard                              | 14,56            | 1 497 (2022)                      | 103                | modifier les données · modifier les données |
| Courquetaine                | 77136      | 77390       | Melun          | Fontenay-Trésigny        | CC Brie des Rivières et Châteaux              | 7,82             | 187 (2022)                        | 24                 | modifier les données · modifier les données |
| Courtacon                   | 77137      | 77560       | Provins        | Provins                  | CC du Provinois                               | 11,88            | 244 (2022)                        | 21                 | modifier les données · modifier les données |
| Courtomer                   | 77138      | 77390       | Provins        | Nangis                   | CC du Val Briard                              | 4,62             | 568 (2022)                        | 123                | modifier les données · modifier les données |
| Courtry                     | 77139      | 77181       | Torcy          | Villeparisis             | CA Paris - Vallée de la Marne                 | 4,16             | 7 107 (2022)                      | 1 708              | modifier les données · modifier les données |
| Coutençon                   | 77140      | 77154       | Provins        | Provins                  | CC de la Bassée - Montois                     | 6,23             | 265 (2022)                        | 43                 | modifier les données · modifier les données |
| Coutevroult                 | 77141      | 77580       | Meaux          | Serris                   | CA Coulommiers Pays de Brie                   | 7,08             | 1 191 (2022)                      | 168                | modifier les données · modifier les données |
| Crécy-la-Chapelle           | 77142      | 77580       | Meaux          | Serris                   | CA Coulommiers Pays de Brie                   | 15,78            | 4 881 (2022)                      | 309                | modifier les données · modifier les données |
| Crégy-lès-Meaux             | 77143      | 77124       | Meaux          | Claye-Souilly            | CA Pays de Meaux                              | 3,64             | 5 419 (2022)                      | 1 489              | modifier les données · modifier les données |
| Crèvecœur-en-Brie           | 77144      | 77610       | Provins        | Fontenay-Trésigny        | CC du Val Briard                              | 9,19             | 450 (2022)                        | 49                 | modifier les données · modifier les données |
| Crisenoy                    | 77145      | 77390       | Melun          | Nangis                   | CC Brie des Rivières et Châteaux              | 12,87            | 595 (2022)                        | 46                 | modifier les données · modifier les données |
| Croissy-Beaubourg           | 77146      | 77183       | Torcy          | Champs-sur-Marne         | CA Paris - Vallée de la Marne                 | 11,63            | 1 969 (2022)                      | 169                | modifier les données · modifier les données |
| La Croix-en-Brie            | 77147      | 77370       | Provins        | Nangis                   | CC de la Brie Nangissienne                    | 29,43            | 672 (2022)                        | 23                 | modifier les données · modifier les données |
| Crouy-sur-Ourcq             | 77148      | 77840       | Meaux          | La Ferté-sous-Jouarre    | CC du Pays de l'Ourcq                         | 19,42            | 1 806 (2022)                      | 93                 | modifier les données · modifier les données |
| Cuisy                       | 77150      | 77165       | Meaux          | Claye-Souilly            | CC Plaines et Monts de France                 | 3,33             | 471 (2022)                        | 141                | modifier les données · modifier les données |
| Dagny                       | 77151      | 77320       | Meaux          | Coulommiers              | CA Coulommiers Pays de Brie                   | 7,89             | 293 (2022)                        | 37                 | modifier les données · modifier les données |
| Dammarie-les-Lys            | 77152      | 77190       | Melun          | Saint-Fargeau-Ponthierry | CA Melun Val de Seine                         | 10,24            | 23 252 (2022)                     | 2 271              | modifier les données · modifier les données |
| Dammartin-en-Goële          | 77153      | 77230       | Meaux          | Mitry-Mory               | CA Roissy Pays de France                      | 8,97             | 11 508 (2022)                     | 1 283              | modifier les données · modifier les données |
| Dammartin-sur-Tigeaux       | 77154      | 77163       | Meaux          | Fontenay-Trésigny        | CA Coulommiers Pays de Brie                   | 9,04             | 1 268 (2022)                      | 140                | modifier les données · modifier les données |
| Dampmart                    | 77155      | 77400       | Torcy          | Lagny-sur-Marne          | CA de Marne et Gondoire                       | 5,92             | 3 655 (2022)                      | 617                | modifier les données · modifier les données |
| Darvault                    | 77156      | 77140       | Fontainebleau  | Nemours                  | CC Pays de Nemours                            | 7,83             | 946 (2022)                        | 121                | modifier les données · modifier les données |
| Dhuisy                      | 77157      | 77440       | Meaux          | La Ferté-sous-Jouarre    | CC du Pays de l'Ourcq                         | 8,14             | 330 (2022)                        | 41                 | modifier les données · modifier les données |
| Diant                       | 77158      | 77940       | Provins        | Nemours                  | CC du Pays de Montereau                       | 10,94            | 196 (2022)                        | 18                 | modifier les données · modifier les données |
| Donnemarie-Dontilly         | 77159      | 77520       | Provins        | Provins                  | CC de la Bassée - Montois                     | 12,07            | 2 726 (2022)                      | 226                | modifier les données · modifier les données |
| Dormelles                   | 77161      | 77130       | Fontainebleau  | Nemours                  | CC Moret Seine et Loing                       | 13,02            | 803 (2022)                        | 62                 | modifier les données · modifier les données |
| Doue                        | 77162      | 77510       | Provins        | Coulommiers              | CC des Deux Morin                             | 20,05            | 1 119 (2022)                      | 56                 | modifier les données · modifier les données |
| Douy-la-Ramée               | 77163      | 77139       | Meaux          | La Ferté-sous-Jouarre    | CC du Pays de l'Ourcq                         | 7,97             | 388 (2022)                        | 49                 | modifier les données · modifier les données |
| Échouboulains               | 77164      | 77830       | Melun          | Nangis                   | CC Brie des Rivières et Châteaux              | 20,91            | 557 (2022)                        | 27                 | modifier les données · modifier les données |
| Les Écrennes                | 77165      | 77820       | Melun          | Nangis                   | CC Brie des Rivières et Châteaux              | 18,54            | 619 (2022)                        | 33                 | modifier les données · modifier les données |
| Égligny                     | 77167      | 77126       | Provins        | Provins                  | CC de la Bassée - Montois                     | 16,58            | 313 (2022)                        | 19                 | modifier les données · modifier les données |
| Égreville                   | 77168      | 77620       | Fontainebleau  | Nemours                  | CC Gâtinais-Val de Loing                      | 31,84            | 2 164 (2022)                      | 68                 | modifier les données · modifier les données |
| Émerainville                | 77169      | 77184       | Torcy          | Pontault-Combault        | CA Paris - Vallée de la Marne                 | 5,46             | 7 536 (2022)                      | 1 380              | modifier les données · modifier les données |
| Esbly                       | 77171      | 77450       | Torcy          | Serris                   | CA Val d'Europe Agglomération                 | 3,12             | 6 237 (2022)                      | 1 999              | modifier les données · modifier les données |
| Esmans                      | 77172      | 77940       | Provins        | Montereau-Fault-Yonne    | CC du Pays de Montereau                       | 17,83            | 904 (2022)                        | 51                 | modifier les données · modifier les données |
| Étrépilly                   | 77173      | 77139       | Meaux          | La Ferté-sous-Jouarre    | CC du Pays de l'Ourcq                         | 13,18            | 813 (2022)                        | 62                 | modifier les données · modifier les données |
| Everly                      | 77174      | 77157       | Provins        | Provins                  | CC de la Bassée - Montois                     | 8,76             | 570 (2022)                        | 65                 | modifier les données · modifier les données |
| Évry-Grégy-sur-Yerre        | 77175      | 77166       | Melun          | Fontenay-Trésigny        | CC Brie des Rivières et Châteaux              | 19,12            | 3 236 (2022)                      | 169                | modifier les données · modifier les données |
| Faremoutiers                | 77176      | 77515       | Meaux          | Fontenay-Trésigny        | CA Coulommiers Pays de Brie                   | 10,93            | 3 035 (2022)                      | 278                | modifier les données · modifier les données |
| Favières                    | 77177      | 77220       | Provins        | Ozoir-la-Ferrière        | CC du Val Briard                              | 28,27            | 1 293 (2022)                      | 46                 | modifier les données · modifier les données |
| Faÿ-lès-Nemours             | 77178      | 77167       | Fontainebleau  | Nemours                  | CC Pays de Nemours                            | 7,78             | 498 (2022)                        | 64                 | modifier les données · modifier les données |
| Féricy                      | 77179      | 77133       | Melun          | Nangis                   | CC Brie des Rivières et Châteaux              | 9,33             | 613 (2022)                        | 66                 | modifier les données · modifier les données |
| Férolles-Attilly            | 77180      | 77150       | Torcy          | Ozoir-la-Ferrière        | CC Les Portes Briardes Entre Villes et Forêts | 12,76            | 1 251 (2022)                      | 98                 | modifier les données · modifier les données |
| Ferrières-en-Brie           | 77181      | 77164       | Torcy          | Ozoir-la-Ferrière        | CA de Marne et Gondoire                       | 6,75             | 3 887 (2022)                      | 576                | modifier les données · modifier les données |
| La Ferté-Gaucher            | 77182      | 77320       | Provins        | Coulommiers              | CC des Deux Morin                             | 17,32            | 4 762 (2022)                      | 275                | modifier les données · modifier les données |
| La Ferté-sous-Jouarre       | 77183      | 77260       | Meaux          | La Ferté-sous-Jouarre    | CA Coulommiers Pays de Brie                   | 10,06            | 10 004 (2022)                     | 994                | modifier les données · modifier les données |
| Flagy                       | 77184      | 77940       | Fontainebleau  | Nemours                  | CC Moret Seine et Loing                       | 7,21             | 594 (2022)                        | 82                 | modifier les données · modifier les données |
| Fleury-en-Bière             | 77185      | 77930       | Fontainebleau  | Fontainebleau            | CA du Pays de Fontainebleau                   | 13,87            | 683 (2022)                        | 49                 | modifier les données · modifier les données |
| Fontaine-Fourches           | 77187      | 77480       | Provins        | Provins                  | CC de la Bassée - Montois                     | 11,84            | 578 (2022)                        | 49                 | modifier les données · modifier les données |
| Fontaine-le-Port            | 77188      | 77590       | Melun          | Nangis                   | CC Brie des Rivières et Châteaux              | 7,89             | 1 014 (2022)                      | 129                | modifier les données · modifier les données |
| Fontainebleau               | 77186      | 77300       | Fontainebleau  | Fontainebleau            | CA du Pays de Fontainebleau                   | 172,05           | 15 787 (2022)                     | 92                 | modifier les données · modifier les données |
| Fontains                    | 77190      | 77370       | Provins        | Nangis                   | CC de la Brie Nangissienne                    | 14,36            | 261 (2022)                        | 18                 | modifier les données · modifier les données |
| Fontenailles                | 77191      | 77370       | Provins        | Nangis                   | CC de la Brie Nangissienne                    | 27,44            | 1 090 (2022)                      | 40                 | modifier les données · modifier les données |
| Fontenay-Trésigny           | 77192      | 77610       | Provins        | Fontenay-Trésigny        | CC du Val Briard                              | 22,12            | 5 887 (2022)                      | 266                | modifier les données · modifier les données |
| Forfry                      | 77193      | 77165       | Meaux          | Claye-Souilly            | CA Pays de Meaux                              | 5,80             | 240 (2022)                        | 41                 | modifier les données · modifier les données |
| Forges                      | 77194      | 77130       | Provins        | Montereau-Fault-Yonne    | CC du Pays de Montereau                       | 13,32            | 432 (2022)                        | 32                 | modifier les données · modifier les données |
| Fouju                       | 77195      | 77390       | Melun          | Nangis                   | CC Brie des Rivières et Châteaux              | 7,81             | 631 (2022)                        | 81                 | modifier les données · modifier les données |
| Fresnes-sur-Marne           | 77196      | 77410       | Meaux          | Claye-Souilly            | CC Plaines et Monts de France                 | 7,46             | 947 (2022)                        | 127                | modifier les données · modifier les données |
| Frétoy                      | 77197      | 77320       | Provins        | Provins                  | CC du Provinois                               | 6,43             | 173 (2022)                        | 27                 | modifier les données · modifier les données |
| Fromont                     | 77198      | 77760       | Fontainebleau  | Fontainebleau            | CC Pays de Nemours                            | 10,72            | 230 (2022)                        | 21                 | modifier les données · modifier les données |
| Fublaines                   | 77199      | 77470       | Meaux          | La Ferté-sous-Jouarre    | CA Pays de Meaux                              | 5,48             | 1 381 (2022)                      | 252                | modifier les données · modifier les données |
| Garentreville               | 77200      | 77890       | Fontainebleau  | Nemours                  | CC Pays de Nemours                            | 6,35             | 123 (2022)                        | 19                 | modifier les données · modifier les données |
| Gastins                     | 77201      | 77370       | Provins        | Nangis                   | CC de la Brie Nangissienne                    | 14,95            | 722 (2022)                        | 48                 | modifier les données · modifier les données |
| La Genevraye                | 77202      | 77690       | Fontainebleau  | Nemours                  | CC Moret Seine et Loing                       | 13,16            | 827 (2022)                        | 63                 | modifier les données · modifier les données |
| Germigny-l'Évêque           | 77203      | 77910       | Meaux          | La Ferté-sous-Jouarre    | CA Pays de Meaux                              | 11,76            | 1 350 (2022)                      | 115                | modifier les données · modifier les données |
| Germigny-sous-Coulombs      | 77204      | 77840       | Meaux          | La Ferté-sous-Jouarre    | CC du Pays de l'Ourcq                         | 6,53             | 203 (2022)                        | 31                 | modifier les données · modifier les données |
| Gesvres-le-Chapitre         | 77205      | 77165       | Meaux          | Claye-Souilly            | CA Pays de Meaux                              | 4,23             | 146 (2022)                        | 35                 | modifier les données · modifier les données |
| Giremoutiers                | 77206      | 77120       | Meaux          | Coulommiers              | CA Coulommiers Pays de Brie                   | 6,01             | 186 (2022)                        | 31                 | modifier les données · modifier les données |
| Gironville                  | 77207      | 77890       | Fontainebleau  | Nemours                  | CC Gâtinais-Val de Loing                      | 13,71            | 161 (2022)                        | 12                 | modifier les données · modifier les données |
| Gouaix                      | 77208      | 77114       | Provins        | Provins                  | CC de la Bassée - Montois                     | 14,64            | 1 320 (2022)                      | 90                 | modifier les données · modifier les données |
| Gouvernes                   | 77209      | 77400       | Torcy          | Lagny-sur-Marne          | CA de Marne et Gondoire                       | 2,72             | 1 175 (2022)                      | 432                | modifier les données · modifier les données |
| La Grande-Paroisse          | 77210      | 77130       | Provins        | Montereau-Fault-Yonne    | CC du Pays de Montereau                       | 29,07            | 2 899 (2022)                      | 100                | modifier les données · modifier les données |
| Grandpuits-Bailly-Carrois   | 77211      | 77720       | Provins        | Nangis                   | CC de la Brie Nangissienne                    | 24,50            | 1 014 (2022)                      | 41                 | modifier les données · modifier les données |
| Gravon                      | 77212      | 77118       | Provins        | Provins                  | CC de la Bassée - Montois                     | 7,55             | 158 (2022)                        | 21                 | modifier les données · modifier les données |
| Gressy                      | 77214      | 77410       | Meaux          | Claye-Souilly            | CA Roissy Pays de France                      | 3,34             | 803 (2022)                        | 240                | modifier les données · modifier les données |
| Gretz-Armainvilliers        | 77215      | 77220       | Torcy          | Ozoir-la-Ferrière        | CC Les Portes Briardes Entre Villes et Forêts | 13,51            | 8 682 (2022)                      | 643                | modifier les données · modifier les données |
| Grez-sur-Loing              | 77216      | 77880       | Fontainebleau  | Nemours                  | CC Pays de Nemours                            | 12,97            | 1 457 (2022)                      | 112                | modifier les données · modifier les données |
| Grisy-Suisnes               | 77217      | 77166       | Melun          | Fontenay-Trésigny        | CC Brie des Rivières et Châteaux              | 18,34            | 2 848 (2022)                      | 155                | modifier les données · modifier les données |
| Grisy-sur-Seine             | 77218      | 77480       | Provins        | Provins                  | CC de la Bassée - Montois                     | 6,57             | 115 (2022)                        | 18                 | modifier les données · modifier les données |
| Guérard                     | 77219      | 77580       | Meaux          | Fontenay-Trésigny        | CA Coulommiers Pays de Brie                   | 19,80            | 2 669 (2022)                      | 135                | modifier les données · modifier les données |
| Guercheville                | 77220      | 77760       | Fontainebleau  | Fontainebleau            | CC Pays de Nemours                            | 9,21             | 272 (2022)                        | 30                 | modifier les données · modifier les données |
| Guermantes                  | 77221      | 77600       | Torcy          | Lagny-sur-Marne          | CA de Marne et Gondoire                       | 1,26             | 1 151 (2022)                      | 913                | modifier les données · modifier les données |
| Guignes                     | 77222      | 77390       | Melun          | Nangis                   | CC Brie des Rivières et Châteaux              | 5,68             | 4 434 (2022)                      | 781                | modifier les données · modifier les données |
| Gurcy-le-Châtel             | 77223      | 77520       | Provins        | Provins                  | CC de la Bassée - Montois                     | 12,59            | 563 (2022)                        | 45                 | modifier les données · modifier les données |
| La Haute-Maison             | 77225      | 77580       | Meaux          | Serris                   | CA Coulommiers Pays de Brie                   | 12,96            | 342 (2022)                        | 26                 | modifier les données · modifier les données |
| Hautefeuille                | 77224      | 77515       | Meaux          | Coulommiers              | CA Coulommiers Pays de Brie                   | 9,80             | 254 (2022)                        | 26                 | modifier les données · modifier les données |
| Héricy                      | 77226      | 77850       | Fontainebleau  | Fontainebleau            | CA du Pays de Fontainebleau                   | 10,68            | 2 511 (2022)                      | 235                | modifier les données · modifier les données |
| Hermé                       | 77227      | 77114       | Provins        | Provins                  | CC de la Bassée - Montois                     | 15,90            | 634 (2022)                        | 40                 | modifier les données · modifier les données |
| Hondevilliers               | 77228      | 77510       | Provins        | Coulommiers              | CC des Deux Morin                             | 5,53             | 260 (2022)                        | 47                 | modifier les données · modifier les données |
| La Houssaye-en-Brie         | 77229      | 77610       | Provins        | Fontenay-Trésigny        | CC du Val Briard                              | 12,43            | 1 703 (2022)                      | 137                | modifier les données · modifier les données |
| Ichy                        | 77230      | 77890       | Fontainebleau  | Nemours                  | CC Gâtinais-Val de Loing                      | 7,80             | 158 (2022)                        | 20                 | modifier les données · modifier les données |
| Isles-les-Meldeuses         | 77231      | 77440       | Meaux          | La Ferté-sous-Jouarre    | CC du Pays de l'Ourcq                         | 6,94             | 780 (2022)                        | 112                | modifier les données · modifier les données |
| Isles-lès-Villenoy          | 77232      | 77450       | Meaux          | Claye-Souilly            | CA Pays de Meaux                              | 6,97             | 1 136 (2022)                      | 163                | modifier les données · modifier les données |
| Iverny                      | 77233      | 77165       | Meaux          | Claye-Souilly            | CC Plaines et Monts de France                 | 1,76             | 610 (2022)                        | 347                | modifier les données · modifier les données |
| Jablines                    | 77234      | 77450       | Torcy          | Lagny-sur-Marne          | CA de Marne et Gondoire                       | 8,04             | 665 (2022)                        | 83                 | modifier les données · modifier les données |
| Jaignes                     | 77235      | 77440       | Meaux          | La Ferté-sous-Jouarre    | CC du Pays de l'Ourcq                         | 10,11            | 320 (2022)                        | 32                 | modifier les données · modifier les données |
| Jaulnes                     | 77236      | 77480       | Provins        | Provins                  | CC de la Bassée - Montois                     | 15,84            | 346 (2022)                        | 22                 | modifier les données · modifier les données |
| Jossigny                    | 77237      | 77600       | Torcy          | Torcy                    | CA de Marne et Gondoire                       | 9,62             | 639 (2022)                        | 66                 | modifier les données · modifier les données |
| Jouarre                     | 77238      | 77640       | Meaux          | La Ferté-sous-Jouarre    | CA Coulommiers Pays de Brie                   | 42,19            | 4 262 (2022)                      | 101                | modifier les données · modifier les données |
| Jouy-le-Châtel              | 77239      | 77970       | Provins        | Provins                  | CC du Provinois                               | 37,68            | 1 581 (2022)                      | 42                 | modifier les données · modifier les données |
| Jouy-sur-Morin              | 77240      | 77320       | Provins        | Coulommiers              | CC des Deux Morin                             | 18,45            | 2 221 (2022)                      | 120                | modifier les données · modifier les données |
| Juilly                      | 77241      | 77230       | Meaux          | Mitry-Mory               | CA Roissy Pays de France                      | 7,77             | 2 031 (2022)                      | 261                | modifier les données · modifier les données |
| Jutigny                     | 77242      | 77650       | Provins        | Provins                  | CC de la Bassée - Montois                     | 4,60             | 542 (2022)                        | 118                | modifier les données · modifier les données |
| Lagny-sur-Marne             | 77243      | 77400       | Torcy          | Lagny-sur-Marne          | CA de Marne et Gondoire                       | 5,72             | 21 433 (2022)                     | 3 747              | modifier les données · modifier les données |
| Larchant                    | 77244      | 77760       | Fontainebleau  | Nemours                  | CC Pays de Nemours                            | 29,24            | 729 (2022)                        | 25                 | modifier les données · modifier les données |
| Laval-en-Brie               | 77245      | 77148       | Provins        | Montereau-Fault-Yonne    | CC du Pays de Montereau                       | 20,29            | 394 (2022)                        | 19                 | modifier les données · modifier les données |
| Léchelle                    | 77246      | 77171       | Provins        | Provins                  | CC du Provinois                               | 22,05            | 577 (2022)                        | 26                 | modifier les données · modifier les données |
| Lescherolles                | 77247      | 77320       | Provins        | Coulommiers              | CC des Deux Morin                             | 11,01            | 450 (2022)                        | 41                 | modifier les données · modifier les données |
| Lesches                     | 77248      | 77450       | Torcy          | Lagny-sur-Marne          | CA de Marne et Gondoire                       | 4,03             | 767 (2022)                        | 190                | modifier les données · modifier les données |
| Lésigny                     | 77249      | 77150       | Torcy          | Ozoir-la-Ferrière        | CC Les Portes Briardes Entre Villes et Forêts | 10,13            | 7 015 (2022)                      | 692                | modifier les données · modifier les données |
| Leudon-en-Brie              | 77250      | 77320       | Provins        | Coulommiers              | CC des Deux Morin                             | 4,24             | 167 (2022)                        | 39                 | modifier les données · modifier les données |
| Lieusaint                   | 77251      | 77127       | Melun          | Combs-la-Ville           | CA Grand Paris Sud                            | 11,97            | 14 096 (2022)                     | 1 178              | modifier les données · modifier les données |
| Limoges-Fourches            | 77252      | 77550       | Melun          | Fontenay-Trésigny        | CA Melun Val de Seine                         | 7,96             | 599 (2022)                        | 75                 | modifier les données · modifier les données |
| Lissy                       | 77253      | 77550       | Melun          | Fontenay-Trésigny        | CA Melun Val de Seine                         | 6,85             | 343 (2022)                        | 50                 | modifier les données · modifier les données |
| Liverdy-en-Brie             | 77254      | 77220       | Provins        | Fontenay-Trésigny        | CC du Val Briard                              | 9,12             | 1 366 (2022)                      | 150                | modifier les données · modifier les données |
| Livry-sur-Seine             | 77255      | 77000       | Melun          | Melun                    | CA Melun Val de Seine                         | 4,97             | 2 224 (2022)                      | 447                | modifier les données · modifier les données |
| Lizines                     | 77256      | 77650       | Provins        | Provins                  | CC de la Bassée - Montois                     | 5,77             | 178 (2022)                        | 31                 | modifier les données · modifier les données |
| Lizy-sur-Ourcq              | 77257      | 77440       | Meaux          | La Ferté-sous-Jouarre    | CC du Pays de l'Ourcq                         | 11,16            | 3 575 (2022)                      | 320                | modifier les données · modifier les données |
| Lognes                      | 77258      | 77185       | Torcy          | Champs-sur-Marne         | CA Paris - Vallée de la Marne                 | 3,37             | 14 678 (2022)                     | 4 355              | modifier les données · modifier les données |
| Longperrier                 | 77259      | 77230       | Meaux          | Mitry-Mory               | CA Roissy Pays de France                      | 4,63             | 2 911 (2022)                      | 629                | modifier les données · modifier les données |
| Longueville                 | 77260      | 77650       | Provins        | Provins                  | CC du Provinois                               | 5,61             | 1 802 (2022)                      | 321                | modifier les données · modifier les données |
| Lorrez-le-Bocage-Préaux     | 77261      | 77710       | Fontainebleau  | Nemours                  | CC Gâtinais-Val de Loing                      | 19,90            | 1 244 (2022)                      | 63                 | modifier les données · modifier les données |
| Louan-Villegruis-Fontaine   | 77262      | 77560       | Provins        | Provins                  | CC du Provinois                               | 38,05            | 492 (2022)                        | 13                 | modifier les données · modifier les données |
| Luisetaines                 | 77263      | 77520       | Provins        | Provins                  | CC de la Bassée - Montois                     | 5,04             | 231 (2022)                        | 46                 | modifier les données · modifier les données |
| Lumigny-Nesles-Ormeaux      | 77264      | 77540       | Provins        | Fontenay-Trésigny        | CC du Val Briard                              | 36,30            | 1 482 (2022)                      | 41                 | modifier les données · modifier les données |
| Luzancy                     | 77265      | 77138       | Meaux          | La Ferté-sous-Jouarre    | CA Coulommiers Pays de Brie                   | 6,58             | 1 048 (2022)                      | 159                | modifier les données · modifier les données |
| Machault                    | 77266      | 77133       | Melun          | Nangis                   | CC Brie des Rivières et Châteaux              | 16,28            | 790 (2022)                        | 49                 | modifier les données · modifier les données |
| La Madeleine-sur-Loing      | 77267      | 77570       | Fontainebleau  | Nemours                  | CC Gâtinais-Val de Loing                      | 6,16             | 351 (2022)                        | 57                 | modifier les données · modifier les données |
| Magny-le-Hongre             | 77268      | 77700       | Torcy          | Serris                   | CA Val d'Europe Agglomération                 | 4,66             | 9 058 (2022)                      | 1 944              | modifier les données · modifier les données |
| Maincy                      | 77269      | 77950       | Melun          | Melun                    | CA Melun Val de Seine                         | 10,19            | 1 833 (2022)                      | 180                | modifier les données · modifier les données |
| Maison-Rouge                | 77272      | 77370       | Provins        | Provins                  | CC du Provinois                               | 13,91            | 853 (2022)                        | 61                 | modifier les données · modifier les données |
| Maisoncelles-en-Brie        | 77270      | 77580       | Meaux          | Coulommiers              | CA Coulommiers Pays de Brie                   | 13,57            | 967 (2022)                        | 71                 | modifier les données · modifier les données |
| Maisoncelles-en-Gâtinais    | 77271      | 77570       | Fontainebleau  | Nemours                  | CC Gâtinais-Val de Loing                      | 8,58             | 139 (2022)                        | 16                 | modifier les données · modifier les données |
| Marchémoret                 | 77273      | 77230       | Meaux          | Mitry-Mory               | CC Plaines et Monts de France                 | 7,04             | 614 (2022)                        | 87                 | modifier les données · modifier les données |
| Marcilly                    | 77274      | 77139       | Meaux          | La Ferté-sous-Jouarre    | CC du Pays de l'Ourcq                         | 6,93             | 463 (2022)                        | 67                 | modifier les données · modifier les données |
| Les Marêts                  | 77275      | 77560       | Provins        | Provins                  | CC du Provinois                               | 5,38             | 154 (2022)                        | 29                 | modifier les données · modifier les données |
| Mareuil-lès-Meaux           | 77276      | 77100       | Meaux          | Claye-Souilly            | CA Pays de Meaux                              | 7,17             | 3 313 (2022)                      | 462                | modifier les données · modifier les données |
| Marles-en-Brie              | 77277      | 77610       | Provins        | Fontenay-Trésigny        | CC du Val Briard                              | 12,78            | 1 889 (2022)                      | 148                | modifier les données · modifier les données |
| Marolles-en-Brie            | 77278      | 77120       | Meaux          | Coulommiers              | CA Coulommiers Pays de Brie                   | 9,05             | 413 (2022)                        | 46                 | modifier les données · modifier les données |
| Marolles-sur-Seine          | 77279      | 77130       | Provins        | Montereau-Fault-Yonne    | CC du Pays de Montereau                       | 20,19            | 1 793 (2022)                      | 89                 | modifier les données · modifier les données |
| Mary-sur-Marne              | 77280      | 77440       | Meaux          | La Ferté-sous-Jouarre    | CC du Pays de l'Ourcq                         | 2,22             | 1 135 (2022)                      | 511                | modifier les données · modifier les données |
| Mauperthuis                 | 77281      | 77120       | Meaux          | Coulommiers              | CA Coulommiers Pays de Brie                   | 1,97             | 487 (2022)                        | 247                | modifier les données · modifier les données |
| Mauregard                   | 77282      | 77990       | Meaux          | Mitry-Mory               | CA Roissy Pays de France                      | 8,67             | 351 (2022)                        | 40                 | modifier les données · modifier les données |
| May-en-Multien              | 77283      | 77145       | Meaux          | La Ferté-sous-Jouarre    | CC du Pays de l'Ourcq                         | 19,15            | 884 (2022)                        | 46                 | modifier les données · modifier les données |
| Meaux                       | 77284      | 77100       | Meaux          | Meaux                    | CA Pays de Meaux                              | 14,98            | 56 659 (2022)                     | 3 782              | modifier les données · modifier les données |
| Le Mée-sur-Seine            | 77285      | 77350       | Melun          | Savigny-le-Temple        | CA Melun Val de Seine                         | 5,34             | 19 527 (2022)                     | 3 657              | modifier les données · modifier les données |
| Meigneux                    | 77286      | 77520       | Provins        | Provins                  | CC de la Bassée - Montois                     | 7,76             | 234 (2022)                        | 30                 | modifier les données · modifier les données |
| Meilleray                   | 77287      | 77320       | Provins        | Coulommiers              | CC des Deux Morin                             | 7,77             | 505 (2022)                        | 65                 | modifier les données · modifier les données |
| Melz-sur-Seine              | 77289      | 77171       | Provins        | Provins                  | CC du Provinois                               | 18,50            | 346 (2022)                        | 19                 | modifier les données · modifier les données |
| Méry-sur-Marne              | 77290      | 77730       | Meaux          | La Ferté-sous-Jouarre    | CA Coulommiers Pays de Brie                   | 5,77             | 683 (2022)                        | 118                | modifier les données · modifier les données |
| Le Mesnil-Amelot            | 77291      | 77990       | Meaux          | Mitry-Mory               | CA Roissy Pays de France                      | 9,84             | 992 (2022)                        | 101                | modifier les données · modifier les données |
| Messy                       | 77292      | 77410       | Meaux          | Claye-Souilly            | CC Plaines et Monts de France                 | 10,32            | 1 204 (2022)                      | 117                | modifier les données · modifier les données |
| Misy-sur-Yonne              | 77293      | 77130       | Provins        | Montereau-Fault-Yonne    | CC du Pays de Montereau                       | 6,25             | 857 (2022)                        | 137                | modifier les données · modifier les données |
| Mitry-Mory                  | 77294      | 77290       | Meaux          | Mitry-Mory               | CA Roissy Pays de France                      | 29,95            | 20 393 (2022)                     | 681                | modifier les données · modifier les données |
| Moisenay                    | 77295      | 77950       | Melun          | Nangis                   | CC Brie des Rivières et Châteaux              | 8,72             | 1 363 (2022)                      | 156                | modifier les données · modifier les données |
| Moissy-Cramayel             | 77296      | 77550       | Melun          | Combs-la-Ville           | CA Grand Paris Sud                            | 14,28            | 18 498 (2022)                     | 1 295              | modifier les données · modifier les données |
| Moncourt-Fromonville        | 77302      | 77140       | Fontainebleau  | Nemours                  | CC Pays de Nemours                            | 8,17             | 1 908 (2022)                      | 234                | modifier les données · modifier les données |
| Mondreville                 | 77297      | 77570       | Fontainebleau  | Nemours                  | CC Gâtinais-Val de Loing                      | 20,27            | 330 (2022)                        | 16                 | modifier les données · modifier les données |
| Mons-en-Montois             | 77298      | 77520       | Provins        | Provins                  | CC de la Bassée - Montois                     | 6,23             | 445 (2022)                        | 71                 | modifier les données · modifier les données |
| Montceaux-lès-Meaux         | 77300      | 77470       | Meaux          | La Ferté-sous-Jouarre    | CA Pays de Meaux                              | 4,72             | 646 (2022)                        | 137                | modifier les données · modifier les données |
| Montceaux-lès-Provins       | 77301      | 77151       | Provins        | Provins                  | CC du Provinois                               | 15,35            | 321 (2022)                        | 21                 | modifier les données · modifier les données |
| Montdauphin                 | 77303      | 77320       | Provins        | Coulommiers              | CC des Deux Morin                             | 9,84             | 237 (2022)                        | 24                 | modifier les données · modifier les données |
| Montenils                   | 77304      | 77320       | Provins        | Coulommiers              | CC des Deux Morin                             | 5,30             | 30 (2022)                         | 5,7                | modifier les données · modifier les données |
| Montereau-Fault-Yonne       | 77305      | 77130       | Provins        | Montereau-Fault-Yonne    | CC du Pays de Montereau                       | 9,10             | 21 840 (2022)                     | 2 400              | modifier les données · modifier les données |
| Montereau-sur-le-Jard       | 77306      | 77950       | Melun          | Melun                    | CA Melun Val de Seine                         | 11,29            | 498 (2022)                        | 44                 | modifier les données · modifier les données |
| Montévrain                  | 77307      | 77144       | Torcy          | Lagny-sur-Marne          | CA de Marne et Gondoire                       | 5,44             | 14 847 (2022)                     | 2 729              | modifier les données · modifier les données |
| Montgé-en-Goële             | 77308      | 77230       | Meaux          | Mitry-Mory               | CC Plaines et Monts de France                 | 11,56            | 724 (2022)                        | 63                 | modifier les données · modifier les données |
| Monthyon                    | 77309      | 77122       | Meaux          | Claye-Souilly            | CA Pays de Meaux                              | 12,11            | 1 747 (2022)                      | 144                | modifier les données · modifier les données |
| Montigny-le-Guesdier        | 77310      | 77480       | Provins        | Provins                  | CC de la Bassée - Montois                     | 7,89             | 302 (2022)                        | 38                 | modifier les données · modifier les données |
| Montigny-Lencoup            | 77311      | 77520       | Provins        | Provins                  | CC de la Bassée - Montois                     | 20,37            | 1 362 (2022)                      | 67                 | modifier les données · modifier les données |
| Montigny-sur-Loing          | 77312      | 77690       | Fontainebleau  | Nemours                  | CC Moret Seine et Loing                       | 9,20             | 2 634 (2022)                      | 286                | modifier les données · modifier les données |
| Montmachoux                 | 77313      | 77940       | Provins        | Nemours                  | CC du Pays de Montereau                       | 4,43             | 228 (2022)                        | 51                 | modifier les données · modifier les données |
| Montolivet                  | 77314      | 77320       | Provins        | Coulommiers              | CC des Deux Morin                             | 16,37            | 251 (2022)                        | 15                 | modifier les données · modifier les données |
| Montry                      | 77315      | 77450       | Torcy          | Serris                   | CA Val d'Europe Agglomération                 | 2,86             | 3 872 (2022)                      | 1 354              | modifier les données · modifier les données |
| Moret-Loing-et-Orvanne      | 77316      | 77250       | Fontainebleau  | Montereau-Fault-Yonne    | CC Moret Seine et Loing                       | 33,40            | 12 576 (2022)                     | 377                | modifier les données · modifier les données |
| Mormant                     | 77317      | 77720       | Provins        | Nangis                   | CC de la Brie Nangissienne                    | 16,60            | 5 280 (2022)                      | 318                | modifier les données · modifier les données |
| Mortcerf                    | 77318      | 77163       | Provins        | Fontenay-Trésigny        | CC du Val Briard                              | 17,84            | 1 405 (2022)                      | 79                 | modifier les données · modifier les données |
| Mortery                     | 77319      | 77160       | Provins        | Provins                  | CC du Provinois                               | 13,20            | 139 (2022)                        | 11                 | modifier les données · modifier les données |
| Mouroux                     | 77320      | 77120       | Meaux          | Coulommiers              | CA Coulommiers Pays de Brie                   | 16,77            | 5 869 (2022)                      | 350                | modifier les données · modifier les données |
| Mousseaux-lès-Bray          | 77321      | 77480       | Provins        | Provins                  | CC de la Bassée - Montois                     | 8,67             | 672 (2022)                        | 78                 | modifier les données · modifier les données |
| Moussy-le-Neuf              | 77322      | 77230       | Meaux          | Mitry-Mory               | CA Roissy Pays de France                      | 14,81            | 3 255 (2022)                      | 220                | modifier les données · modifier les données |
| Moussy-le-Vieux             | 77323      | 77230       | Meaux          | Mitry-Mory               | CA Roissy Pays de France                      | 7,19             | 1 475 (2022)                      | 205                | modifier les données · modifier les données |
| Mouy-sur-Seine              | 77325      | 77480       | Provins        | Provins                  | CC de la Bassée - Montois                     | 8,62             | 357 (2022)                        | 41                 | modifier les données · modifier les données |
| Nandy                       | 77326      | 77176       | Melun          | Saint-Fargeau-Ponthierry | CA Grand Paris Sud                            | 8,56             | 6 322 (2022)                      | 739                | modifier les données · modifier les données |
| Nangis                      | 77327      | 77370       | Provins        | Nangis                   | CC de la Brie Nangissienne                    | 24,16            | 8 883 (2022)                      | 368                | modifier les données · modifier les données |
| Nanteau-sur-Essonne         | 77328      | 77760       | Fontainebleau  | Fontainebleau            | CC Pays de Nemours                            | 12,92            | 410 (2022)                        | 32                 | modifier les données · modifier les données |
| Nanteau-sur-Lunain          | 77329      | 77710       | Fontainebleau  | Nemours                  | CC Moret Seine et Loing                       | 13,25            | 697 (2022)                        | 53                 | modifier les données · modifier les données |
| Nanteuil-lès-Meaux          | 77330      | 77100       | Meaux          | La Ferté-sous-Jouarre    | CA Pays de Meaux                              | 7,62             | 7 054 (2022)                      | 926                | modifier les données · modifier les données |
| Nanteuil-sur-Marne          | 77331      | 77730       | Meaux          | La Ferté-sous-Jouarre    | CA Coulommiers Pays de Brie                   | 1,25             | 413 (2022)                        | 330                | modifier les données · modifier les données |
| Nantouillet                 | 77332      | 77230       | Meaux          | Mitry-Mory               | CC Plaines et Monts de France                 | 5,15             | 303 (2022)                        | 59                 | modifier les données · modifier les données |
| Nemours                     | 77333      | 77140       | Fontainebleau  | Nemours                  | CC Pays de Nemours                            | 10,83            | 13 118 (2022)                     | 1 211              | modifier les données · modifier les données |
| Neufmoutiers-en-Brie        | 77336      | 77610       | Provins        | Fontenay-Trésigny        | CC du Val Briard                              | 15,90            | 1 277 (2022)                      | 80                 | modifier les données · modifier les données |
| Noisiel                     | 77337      | 77186       | Torcy          | Champs-sur-Marne         | CA Paris - Vallée de la Marne                 | 4,35             | 15 927 (2022)                     | 3 661              | modifier les données · modifier les données |
| Noisy-Rudignon              | 77338      | 77940       | Provins        | Nemours                  | CC du Pays de Montereau                       | 4,16             | 592 (2022)                        | 142                | modifier les données · modifier les données |
| Noisy-sur-École             | 77339      | 77123       | Fontainebleau  | Fontainebleau            | CA du Pays de Fontainebleau                   | 29,91            | 1 822 (2022)                      | 61                 | modifier les données · modifier les données |
| Nonville                    | 77340      | 77140       | Fontainebleau  | Nemours                  | CC Moret Seine et Loing                       | 11,43            | 596 (2022)                        | 52                 | modifier les données · modifier les données |
| Noyen-sur-Seine             | 77341      | 77114       | Provins        | Provins                  | CC de la Bassée - Montois                     | 12,24            | 376 (2022)                        | 31                 | modifier les données · modifier les données |
| Obsonville                  | 77342      | 77890       | Fontainebleau  | Nemours                  | CC Gâtinais-Val de Loing                      | 7,08             | 120 (2022)                        | 17                 | modifier les données · modifier les données |
| Ocquerre                    | 77343      | 77440       | Meaux          | La Ferté-sous-Jouarre    | CC du Pays de l'Ourcq                         | 10,12            | 376 (2022)                        | 37                 | modifier les données · modifier les données |
| Oissery                     | 77344      | 77178       | Meaux          | Claye-Souilly            | CC Plaines et Monts de France                 | 15,17            | 2 488 (2022)                      | 164                | modifier les données · modifier les données |
| Orly-sur-Morin              | 77345      | 77750       | Provins        | Coulommiers              | CC des Deux Morin                             | 5,87             | 660 (2022)                        | 112                | modifier les données · modifier les données |
| Les Ormes-sur-Voulzie       | 77347      | 77134       | Provins        | Provins                  | CC de la Bassée - Montois                     | 12,22            | 862 (2022)                        | 71                 | modifier les données · modifier les données |
| Ormesson                    | 77348      | 77167       | Fontainebleau  | Nemours                  | CC Pays de Nemours                            | 3,81             | 244 (2022)                        | 64                 | modifier les données · modifier les données |
| Othis                       | 77349      | 77280       | Meaux          | Mitry-Mory               | CA Roissy Pays de France                      | 13,04            | 6 741 (2022)                      | 517                | modifier les données · modifier les données |
| Ozoir-la-Ferrière           | 77350      | 77330       | Torcy          | Ozoir-la-Ferrière        | CC Les Portes Briardes Entre Villes et Forêts | 15,58            | 20 969 (2022)                     | 1 346              | modifier les données · modifier les données |
| Ozouer-le-Voulgis           | 77352      | 77390       | Melun          | Fontenay-Trésigny        | CC Brie des Rivières et Châteaux              | 11,30            | 2 002 (2022)                      | 177                | modifier les données · modifier les données |
| Paley                       | 77353      | 77710       | Fontainebleau  | Nemours                  | CC Moret Seine et Loing                       | 9,26             | 481 (2022)                        | 52                 | modifier les données · modifier les données |
| Pamfou                      | 77354      | 77830       | Melun          | Nangis                   | CC Brie des Rivières et Châteaux              | 10,41            | 966 (2022)                        | 93                 | modifier les données · modifier les données |
| Paroy                       | 77355      | 77520       | Provins        | Provins                  | CC de la Bassée - Montois                     | 4,25             | 184 (2022)                        | 43                 | modifier les données · modifier les données |
| Passy-sur-Seine             | 77356      | 77480       | Provins        | Provins                  | CC de la Bassée - Montois                     | 4,53             | 46 (2022)                         | 10                 | modifier les données · modifier les données |
| Pécy                        | 77357      | 77970       | Provins        | Fontenay-Trésigny        | CC du Val Briard                              | 21,07            | 844 (2022)                        | 40                 | modifier les données · modifier les données |
| Penchard                    | 77358      | 77124       | Meaux          | Claye-Souilly            | CA Pays de Meaux                              | 4,34             | 1 357 (2022)                      | 313                | modifier les données · modifier les données |
| Perthes                     | 77359      | 77930       | Fontainebleau  | Fontainebleau            | CA du Pays de Fontainebleau                   | 12,22            | 2 074 (2022)                      | 170                | modifier les données · modifier les données |
| Pézarches                   | 77360      | 77131       | Meaux          | Coulommiers              | CA Coulommiers Pays de Brie                   | 8,94             | 404 (2022)                        | 45                 | modifier les données · modifier les données |
| Pierre-Levée                | 77361      | 77580       | Meaux          | La Ferté-sous-Jouarre    | CA Coulommiers Pays de Brie                   | 12,93            | 474 (2022)                        | 37                 | modifier les données · modifier les données |
| Le Pin                      | 77363      | 77181       | Meaux          | Villeparisis             | CC Plaines et Monts de France                 | 6,70             | 1 528 (2022)                      | 228                | modifier les données · modifier les données |
| Le Plessis-aux-Bois         | 77364      | 77165       | Meaux          | Claye-Souilly            | CC Plaines et Monts de France                 | 3,41             | 255 (2022)                        | 75                 | modifier les données · modifier les données |
| Le Plessis-Feu-Aussoux      | 77365      | 77540       | Provins        | Fontenay-Trésigny        | CC du Val Briard                              | 5,59             | 606 (2022)                        | 108                | modifier les données · modifier les données |
| Le Plessis-l'Évêque         | 77366      | 77165       | Meaux          | Claye-Souilly            | CC Plaines et Monts de France                 | 3,53             | 291 (2022)                        | 82                 | modifier les données · modifier les données |
| Le Plessis-Placy            | 77367      | 77440       | Meaux          | La Ferté-sous-Jouarre    | CC du Pays de l'Ourcq                         | 8,20             | 296 (2022)                        | 36                 | modifier les données · modifier les données |
| Poigny                      | 77368      | 77160       | Provins        | Provins                  | CC du Provinois                               | 6,02             | 505 (2022)                        | 84                 | modifier les données · modifier les données |
| Poincy                      | 77369      | 77470       | Meaux          | La Ferté-sous-Jouarre    | CA Pays de Meaux                              | 6,24             | 776 (2022)                        | 124                | modifier les données · modifier les données |
| Poligny                     | 77370      | 77167       | Fontainebleau  | Nemours                  | CC Gâtinais-Val de Loing                      | 27,34            | 802 (2022)                        | 29                 | modifier les données · modifier les données |
| Pommeuse                    | 77371      | 77515       | Meaux          | Fontenay-Trésigny        | CA Coulommiers Pays de Brie                   | 12,80            | 3 039 (2022)                      | 237                | modifier les données · modifier les données |
| Pomponne                    | 77372      | 77400       | Torcy          | Lagny-sur-Marne          | CA de Marne et Gondoire                       | 7,17             | 4 149 (2022)                      | 579                | modifier les données · modifier les données |
| Pontault-Combault           | 77373      | 77340       | Torcy          | Pontault-Combault        | CA Paris - Vallée de la Marne                 | 13,64            | 38 941 (2022)                     | 2 855              | modifier les données · modifier les données |
| Pontcarré                   | 77374      | 77135       | Torcy          | Ozoir-la-Ferrière        | CA de Marne et Gondoire                       | 9,46             | 2 149 (2022)                      | 227                | modifier les données · modifier les données |
| Précy-sur-Marne             | 77376      | 77410       | Meaux          | Claye-Souilly            | CC Plaines et Monts de France                 | 4,81             | 760 (2022)                        | 158                | modifier les données · modifier les données |
| Presles-en-Brie             | 77377      | 77220       | Provins        | Fontenay-Trésigny        | CC du Val Briard                              | 17,39            | 2 342 (2022)                      | 135                | modifier les données · modifier les données |
| Pringy                      | 77378      | 77310       | Melun          | Saint-Fargeau-Ponthierry | CA Melun Val de Seine                         | 4,10             | 3 861 (2022)                      | 942                | modifier les données · modifier les données |
| Provins                     | 77379      | 77160       | Provins        | Provins                  | CC du Provinois                               | 14,72            | 11 824 (2022)                     | 803                | modifier les données · modifier les données |
| Puisieux                    | 77380      | 77139       | Meaux          | La Ferté-sous-Jouarre    | CC du Pays de l'Ourcq                         | 9,21             | 319 (2022)                        | 35                 | modifier les données · modifier les données |
| Quiers                      | 77381      | 77720       | Provins        | Nangis                   | CC de la Brie Nangissienne                    | 11,91            | 652 (2022)                        | 55                 | modifier les données · modifier les données |
| Quincy-Voisins              | 77382      | 77860       | Meaux          | Serris                   | CA Pays de Meaux                              | 10,33            | 5 506 (2022)                      | 533                | modifier les données · modifier les données |
| Rampillon                   | 77383      | 77370       | Provins        | Nangis                   | CC de la Brie Nangissienne                    | 23,12            | 833 (2022)                        | 36                 | modifier les données · modifier les données |
| Réau                        | 77384      | 77550       | Melun          | Combs-la-Ville           | CA Grand Paris Sud                            | 13,32            | 2 045 (2022)                      | 154                | modifier les données · modifier les données |
| Rebais                      | 77385      | 77510       | Provins        | Coulommiers              | CC des Deux Morin                             | 11,05            | 2 291 (2022)                      | 207                | modifier les données · modifier les données |
| Recloses                    | 77386      | 77760       | Fontainebleau  | Fontainebleau            | CA du Pays de Fontainebleau                   | 9,35             | 624 (2022)                        | 67                 | modifier les données · modifier les données |
| Remauville                  | 77387      | 77710       | Fontainebleau  | Nemours                  | CC Moret Seine et Loing                       | 10,88            | 471 (2022)                        | 43                 | modifier les données · modifier les données |
| Reuil-en-Brie               | 77388      | 77260       | Meaux          | La Ferté-sous-Jouarre    | CA Coulommiers Pays de Brie                   | 5,92             | 808 (2022)                        | 136                | modifier les données · modifier les données |
| La Rochette                 | 77389      | 77000       | Melun          | Melun                    | CA Melun Val de Seine                         | 5,85             | 3 919 (2022)                      | 670                | modifier les données · modifier les données |
| Roissy-en-Brie              | 77390      | 77680       | Torcy          | Pontault-Combault        | CA Paris - Vallée de la Marne                 | 13,65            | 23 521 (2022)                     | 1 723              | modifier les données · modifier les données |
| Rouilly                     | 77391      | 77160       | Provins        | Provins                  | CC du Provinois                               | 7,62             | 495 (2022)                        | 65                 | modifier les données · modifier les données |
| Rouvres                     | 77392      | 77230       | Meaux          | Mitry-Mory               | CA Roissy Pays de France                      | 4,14             | 1 021 (2022)                      | 247                | modifier les données · modifier les données |
| Rozay-en-Brie               | 77393      | 77540       | Provins        | Fontenay-Trésigny        | CC du Val Briard                              | 3,17             | 2 840 (2022)                      | 896                | modifier les données · modifier les données |
| Rubelles                    | 77394      | 77950       | Melun          | Melun                    | CA Melun Val de Seine                         | 3,91             | 3 450 (2022)                      | 882                | modifier les données · modifier les données |
| Rumont                      | 77395      | 77760       | Fontainebleau  | Fontainebleau            | CC Pays de Nemours                            | 6,61             | 126 (2022)                        | 19                 | modifier les données · modifier les données |
| Rupéreux                    | 77396      | 77560       | Provins        | Provins                  | CC du Provinois                               | 6,33             | 102 (2022)                        | 16                 | modifier les données · modifier les données |
| Saâcy-sur-Marne             | 77397      | 77730       | Meaux          | La Ferté-sous-Jouarre    | CA Coulommiers Pays de Brie                   | 13,80            | 1 869 (2022)                      | 135                | modifier les données · modifier les données |
| Sablonnières                | 77398      | 77510       | Provins        | Coulommiers              | CC des Deux Morin                             | 13,98            | 768 (2022)                        | 55                 | modifier les données · modifier les données |
| Saint-Augustin              | 77400      | 77515       | Meaux          | Coulommiers              | CA Coulommiers Pays de Brie                   | 10,37            | 1 865 (2022)                      | 180                | modifier les données · modifier les données |
| Saint-Barthélemy            | 77402      | 77320       | Provins        | Coulommiers              | CC des Deux Morin                             | 14,99            | 340 (2022)                        | 23                 | modifier les données · modifier les données |
| Saint-Brice                 | 77403      | 77160       | Provins        | Provins                  | CC du Provinois                               | 11,46            | 812 (2022)                        | 71                 | modifier les données · modifier les données |
| Saint-Cyr-sur-Morin         | 77405      | 77750       | Provins        | Coulommiers              | CC des Deux Morin                             | 19,10            | 1 943 (2022)                      | 102                | modifier les données · modifier les données |
| Saint-Denis-lès-Rebais      | 77406      | 77510       | Provins        | Coulommiers              | CC des Deux Morin                             | 15,12            | 989 (2022)                        | 65                 | modifier les données · modifier les données |
| Saint-Fargeau-Ponthierry    | 77407      | 77310       | Melun          | Saint-Fargeau-Ponthierry | CA Melun Val de Seine                         | 16,57            | 15 117 (2022)                     | 912                | modifier les données · modifier les données |
| Saint-Fiacre                | 77408      | 77470       | Meaux          | Serris                   | CA Pays de Meaux                              | 2,75             | 490 (2022)                        | 178                | modifier les données · modifier les données |
| Saint-Germain-Laval         | 77409      | 77130       | Provins        | Montereau-Fault-Yonne    | CC du Pays de Montereau                       | 8,85             | 2 887 (2022)                      | 326                | modifier les données · modifier les données |
| Saint-Germain-Laxis         | 77410      | 77950       | Melun          | Melun                    | CA Melun Val de Seine                         | 7,18             | 737 (2022)                        | 103                | modifier les données · modifier les données |
| Saint-Germain-sous-Doue     | 77411      | 77169       | Provins        | Coulommiers              | CC des Deux Morin                             | 10,01            | 553 (2022)                        | 55                 | modifier les données · modifier les données |
| Saint-Germain-sur-École     | 77412      | 77930       | Fontainebleau  | Fontainebleau            | CA du Pays de Fontainebleau                   | 2,53             | 371 (2022)                        | 147                | modifier les données · modifier les données |
| Saint-Germain-sur-Morin     | 77413      | 77860       | Torcy          | Serris                   | CA Val d'Europe Agglomération                 | 4,81             | 3 892 (2022)                      | 809                | modifier les données · modifier les données |
| Saint-Hilliers              | 77414      | 77160       | Provins        | Provins                  | CC du Provinois                               | 19,13            | 479 (2022)                        | 25                 | modifier les données · modifier les données |
| Saint-Jean-les-Deux-Jumeaux | 77415      | 77660       | Meaux          | La Ferté-sous-Jouarre    | CA Coulommiers Pays de Brie                   | 13,26            | 1 294 (2022)                      | 98                 | modifier les données · modifier les données |
| Saint-Just-en-Brie          | 77416      | 77370       | Provins        | Nangis                   | CC de la Brie Nangissienne                    | 7,36             | 264 (2022)                        | 36                 | modifier les données · modifier les données |
| Saint-Léger                 | 77417      | 77510       | Provins        | Coulommiers              | CC des Deux Morin                             | 9,63             | 244 (2022)                        | 25                 | modifier les données · modifier les données |
| Saint-Loup-de-Naud          | 77418      | 77650       | Provins        | Provins                  | CC du Provinois                               | 10,95            | 859 (2022)                        | 78                 | modifier les données · modifier les données |
| Saint-Mammès                | 77419      | 77670       | Fontainebleau  | Montereau-Fault-Yonne    | CC Moret Seine et Loing                       | 2,24             | 3 232 (2022)                      | 1 443              | modifier les données · modifier les données |
| Saint-Mard                  | 77420      | 77230       | Meaux          | Mitry-Mory               | CA Roissy Pays de France                      | 6,26             | 3 853 (2022)                      | 615                | modifier les données · modifier les données |
| Saint-Mars-Vieux-Maisons    | 77421      | 77320       | Provins        | Coulommiers              | CC des Deux Morin                             | 19,02            | 248 (2022)                        | 13                 | modifier les données · modifier les données |
| Saint-Martin-des-Champs     | 77423      | 77320       | Provins        | Coulommiers              | CC des Deux Morin                             | 10,42            | 660 (2022)                        | 63                 | modifier les données · modifier les données |
| Saint-Martin-du-Boschet     | 77424      | 77320       | Provins        | Provins                  | CC du Provinois                               | 17,06            | 264 (2022)                        | 15                 | modifier les données · modifier les données |
| Saint-Martin-en-Bière       | 77425      | 77630       | Fontainebleau  | Fontainebleau            | CA du Pays de Fontainebleau                   | 7,81             | 746 (2022)                        | 96                 | modifier les données · modifier les données |
| Saint-Méry                  | 77426      | 77720       | Melun          | Nangis                   | CC Brie des Rivières et Châteaux              | 9,94             | 333 (2022)                        | 34                 | modifier les données · modifier les données |
| Saint-Mesmes                | 77427      | 77410       | Meaux          | Claye-Souilly            | CC Plaines et Monts de France                 | 7,69             | 596 (2022)                        | 78                 | modifier les données · modifier les données |
| Saint-Ouen-en-Brie          | 77428      | 77720       | Provins        | Nangis                   | CC de la Brie Nangissienne                    | 5,69             | 833 (2022)                        | 146                | modifier les données · modifier les données |
| Saint-Ouen-sur-Morin        | 77429      | 77750       | Provins        | Coulommiers              | CC des Deux Morin                             | 3,79             | 526 (2022)                        | 139                | modifier les données · modifier les données |
| Saint-Pathus                | 77430      | 77178       | Meaux          | Mitry-Mory               | CC Plaines et Monts de France                 | 5,36             | 6 478 (2022)                      | 1 209              | modifier les données · modifier les données |
| Saint-Pierre-lès-Nemours    | 77431      | 77140       | Fontainebleau  | Nemours                  | CC Pays de Nemours                            | 21,62            | 5 424 (2022)                      | 251                | modifier les données · modifier les données |
| Saint-Rémy-de-la-Vanne      | 77432      | 77320       | Provins        | Coulommiers              | CC des Deux Morin                             | 15,07            | 976 (2022)                        | 65                 | modifier les données · modifier les données |
| Saint-Sauveur-lès-Bray      | 77434      | 77480       | Provins        | Provins                  | CC de la Bassée - Montois                     | 6,52             | 355 (2022)                        | 54                 | modifier les données · modifier les données |
| Saint-Sauveur-sur-École     | 77435      | 77930       | Fontainebleau  | Fontainebleau            | CA du Pays de Fontainebleau                   | 7,32             | 1 120 (2022)                      | 153                | modifier les données · modifier les données |
| Saint-Siméon                | 77436      | 77169       | Provins        | Coulommiers              | CC des Deux Morin                             | 12,27            | 895 (2022)                        | 73                 | modifier les données · modifier les données |
| Saint-Soupplets             | 77437      | 77165       | Meaux          | Claye-Souilly            | CA Pays de Meaux                              | 13,78            | 3 586 (2022)                      | 260                | modifier les données · modifier les données |
| Saint-Thibault-des-Vignes   | 77438      | 77400       | Torcy          | Lagny-sur-Marne          | CA de Marne et Gondoire                       | 4,70             | 6 793 (2022)                      | 1 445              | modifier les données · modifier les données |
| Sainte-Aulde                | 77401      | 77260       | Meaux          | La Ferté-sous-Jouarre    | CA Coulommiers Pays de Brie                   | 8,63             | 692 (2022)                        | 80                 | modifier les données · modifier les données |
| Sainte-Colombe              | 77404      | 77650       | Provins        | Provins                  | CC du Provinois                               | 8,16             | 1 778 (2022)                      | 218                | modifier les données · modifier les données |
| Salins                      | 77439      | 77148       | Provins        | Montereau-Fault-Yonne    | CC du Pays de Montereau                       | 10,55            | 1 171 (2022)                      | 111                | modifier les données · modifier les données |
| Sammeron                    | 77440      | 77260       | Meaux          | La Ferté-sous-Jouarre    | CA Coulommiers Pays de Brie                   | 6,06             | 1 160 (2022)                      | 191                | modifier les données · modifier les données |
| Samois-sur-Seine            | 77441      | 77920       | Fontainebleau  | Fontainebleau            | CA du Pays de Fontainebleau                   | 6,33             | 2 066 (2022)                      | 326                | modifier les données · modifier les données |
| Samoreau                    | 77442      | 77210       | Fontainebleau  | Fontainebleau            | CA du Pays de Fontainebleau                   | 5,65             | 2 409 (2022)                      | 426                | modifier les données · modifier les données |
| Sancy                       | 77443      | 77580       | Meaux          | Serris                   | CA Coulommiers Pays de Brie                   | 5,48             | 390 (2022)                        | 71                 | modifier les données · modifier les données |
| Sancy-lès-Provins           | 77444      | 77320       | Provins        | Provins                  | CC du Provinois                               | 18,21            | 338 (2022)                        | 19                 | modifier les données · modifier les données |
| Savigny-le-Temple           | 77445      | 77176       | Melun          | Savigny-le-Temple        | CA Grand Paris Sud                            | 11,97            | 30 630 (2022)                     | 2 559              | modifier les données · modifier les données |
| Savins                      | 77446      | 77650       | Provins        | Provins                  | CC de la Bassée - Montois                     | 6,60             | 604 (2022)                        | 92                 | modifier les données · modifier les données |
| Seine-Port                  | 77447      | 77240       | Melun          | Saint-Fargeau-Ponthierry | CA Melun Val de Seine                         | 8,53             | 1 824 (2022)                      | 214                | modifier les données · modifier les données |
| Sept-Sorts                  | 77448      | 77260       | Meaux          | La Ferté-sous-Jouarre    | CA Coulommiers Pays de Brie                   | 3,22             | 597 (2022)                        | 185                | modifier les données · modifier les données |
| Serris                      | 77449      | 77700       | Torcy          | Serris                   | CA Val d'Europe Agglomération                 | 5,65             | 9 988 (2022)                      | 1 768              | modifier les données · modifier les données |
| Servon                      | 77450      | 77170       | Torcy          | Ozoir-la-Ferrière        | CC de l'Orée de la Brie                       | 7,40             | 3 430 (2022)                      | 464                | modifier les données · modifier les données |
| Signy-Signets               | 77451      | 77640       | Meaux          | La Ferté-sous-Jouarre    | CA Coulommiers Pays de Brie                   | 13,44            | 620 (2022)                        | 46                 | modifier les données · modifier les données |
| Sigy                        | 77452      | 77520       | Provins        | Provins                  | CC de la Bassée - Montois                     | 4,73             | 70 (2022)                         | 15                 | modifier les données · modifier les données |
| Sivry-Courtry               | 77453      | 77115       | Melun          | Nangis                   | CC Brie des Rivières et Châteaux              | 22,47            | 1 108 (2022)                      | 49                 | modifier les données · modifier les données |
| Sognolles-en-Montois        | 77454      | 77520       | Provins        | Provins                  | CC de la Bassée - Montois                     | 10,12            | 365 (2022)                        | 36                 | modifier les données · modifier les données |
| Soignolles-en-Brie          | 77455      | 77111       | Melun          | Fontenay-Trésigny        | CC Brie des Rivières et Châteaux              | 10,77            | 2 024 (2022)                      | 188                | modifier les données · modifier les données |
| Soisy-Bouy                  | 77456      | 77650       | Provins        | Provins                  | CC du Provinois                               | 11,34            | 844 (2022)                        | 74                 | modifier les données · modifier les données |
| Solers                      | 77457      | 77111       | Melun          | Fontenay-Trésigny        | CC Brie des Rivières et Châteaux              | 6,28             | 1 284 (2022)                      | 204                | modifier les données · modifier les données |
| Souppes-sur-Loing           | 77458      | 77460       | Fontainebleau  | Nemours                  | CC Gâtinais-Val de Loing                      | 27,63            | 4 974 (2022)                      | 180                | modifier les données · modifier les données |
| Sourdun                     | 77459      | 77171       | Provins        | Provins                  | CC du Provinois                               | 23,33            | 1 515 (2022)                      | 65                 | modifier les données · modifier les données |
| Tancrou                     | 77460      | 77440       | Meaux          | La Ferté-sous-Jouarre    | CC du Pays de l'Ourcq                         | 12,21            | 330 (2022)                        | 27                 | modifier les données · modifier les données |
| Thénisy                     | 77461      | 77520       | Provins        | Provins                  | CC de la Bassée - Montois                     | 5,37             | 305 (2022)                        | 57                 | modifier les données · modifier les données |
| Thieux                      | 77462      | 77230       | Meaux          | Mitry-Mory               | CA Roissy Pays de France                      | 12,07            | 905 (2022)                        | 75                 | modifier les données · modifier les données |
| Thomery                     | 77463      | 77810       | Fontainebleau  | Montereau-Fault-Yonne    | CC Moret Seine et Loing                       | 3,71             | 3 417 (2022)                      | 921                | modifier les données · modifier les données |
| Thorigny-sur-Marne          | 77464      | 77400       | Torcy          | Lagny-sur-Marne          | CA de Marne et Gondoire                       | 5,17             | 10 405 (2022)                     | 2 013              | modifier les données · modifier les données |
| Thoury-Férottes             | 77465      | 77940       | Provins        | Nemours                  | CC du Pays de Montereau                       | 16,49            | 653 (2022)                        | 40                 | modifier les données · modifier les données |
| Tigeaux                     | 77466      | 77163       | Meaux          | Serris                   | CA Coulommiers Pays de Brie                   | 6,12             | 399 (2022)                        | 65                 | modifier les données · modifier les données |
| La Tombe                    | 77467      | 77130       | Provins        | Provins                  | CC de la Bassée - Montois                     | 7,84             | 201 (2022)                        | 26                 | modifier les données · modifier les données |
| Torcy                       | 77468      | 77200       | Torcy          | Torcy                    | CA Paris - Vallée de la Marne                 | 6,00             | 22 939 (2022)                     | 3 823              | modifier les données · modifier les données |
| Touquin                     | 77469      | 77131       | Meaux          | Coulommiers              | CA Coulommiers Pays de Brie                   | 11,34            | 1 228 (2022)                      | 108                | modifier les données · modifier les données |
| Tournan-en-Brie             | 77470      | 77220       | Torcy          | Ozoir-la-Ferrière        | CC Les Portes Briardes Entre Villes et Forêts | 15,47            | 8 324 (2022)                      | 538                | modifier les données · modifier les données |
| Tousson                     | 77471      | 77123       | Fontainebleau  | Fontainebleau            | CA du Pays de Fontainebleau                   | 13,24            | 338 (2022)                        | 26                 | modifier les données · modifier les données |
| La Trétoire                 | 77472      | 77510       | Provins        | Coulommiers              | CC des Deux Morin                             | 9,28             | 467 (2022)                        | 50                 | modifier les données · modifier les données |
| Treuzy-Levelay              | 77473      | 77710       | Fontainebleau  | Nemours                  | CC Moret Seine et Loing                       | 14,10            | 440 (2022)                        | 31                 | modifier les données · modifier les données |
| Trilbardou                  | 77474      | 77450       | Meaux          | Claye-Souilly            | CA Pays de Meaux                              | 7,95             | 692 (2022)                        | 87                 | modifier les données · modifier les données |
| Trilport                    | 77475      | 77470       | Meaux          | La Ferté-sous-Jouarre    | CA Pays de Meaux                              | 10,97            | 5 107 (2022)                      | 466                | modifier les données · modifier les données |
| Trocy-en-Multien            | 77476      | 77440       | Meaux          | La Ferté-sous-Jouarre    | CC du Pays de l'Ourcq                         | 7,46             | 230 (2022)                        | 31                 | modifier les données · modifier les données |
| Ury                         | 77477      | 77760       | Fontainebleau  | Fontainebleau            | CA du Pays de Fontainebleau                   | 8,21             | 883 (2022)                        | 108                | modifier les données · modifier les données |
| Ussy-sur-Marne              | 77478      | 77260       | Meaux          | La Ferté-sous-Jouarre    | CA Coulommiers Pays de Brie                   | 13,93            | 1 063 (2022)                      | 76                 | modifier les données · modifier les données |
| Vaires-sur-Marne            | 77479      | 77360       | Torcy          | Villeparisis             | CA Paris - Vallée de la Marne                 | 6,02             | 13 791 (2022)                     | 2 291              | modifier les données · modifier les données |
| Valence-en-Brie             | 77480      | 77830       | Melun          | Nangis                   | CC Brie des Rivières et Châteaux              | 11,03            | 1 023 (2022)                      | 93                 | modifier les données · modifier les données |
| Vanvillé                    | 77481      | 77370       | Provins        | Nangis                   | CC de la Brie Nangissienne                    | 7,53             | 186 (2022)                        | 25                 | modifier les données · modifier les données |
| Varennes-sur-Seine          | 77482      | 77130       | Provins        | Montereau-Fault-Yonne    | CC du Pays de Montereau                       | 10,02            | 3 724 (2022)                      | 372                | modifier les données · modifier les données |
| Varreddes                   | 77483      | 77910       | Meaux          | Claye-Souilly            | CA Pays de Meaux                              | 8,00             | 2 166 (2022)                      | 271                | modifier les données · modifier les données |
| Vaucourtois                 | 77484      | 77580       | Meaux          | Serris                   | CA Coulommiers Pays de Brie                   | 4,68             | 281 (2022)                        | 60                 | modifier les données · modifier les données |
| Le Vaudoué                  | 77485      | 77123       | Fontainebleau  | Fontainebleau            | CA du Pays de Fontainebleau                   | 17,16            | 731 (2022)                        | 43                 | modifier les données · modifier les données |
| Vaudoy-en-Brie              | 77486      | 77141       | Provins        | Fontenay-Trésigny        | CC du Val Briard                              | 26,98            | 881 (2022)                        | 33                 | modifier les données · modifier les données |
| Vaux-le-Pénil               | 77487      | 77000       | Melun          | Melun                    | CA Melun Val de Seine                         | 11,64            | 11 378 (2022)                     | 977                | modifier les données · modifier les données |
| Vaux-sur-Lunain             | 77489      | 77710       | Fontainebleau  | Nemours                  | CC Gâtinais-Val de Loing                      | 8,47             | 232 (2022)                        | 27                 | modifier les données · modifier les données |
| Vendrest                    | 77490      | 77440       | Meaux          | La Ferté-sous-Jouarre    | CC du Pays de l'Ourcq                         | 17,73            | 673 (2022)                        | 38                 | modifier les données · modifier les données |
| Verdelot                    | 77492      | 77510       | Provins        | Coulommiers              | CC des Deux Morin                             | 25,60            | 626 (2022)                        | 24                 | modifier les données · modifier les données |
| Verneuil-l'Étang            | 77493      | 77390       | Provins        | Nangis                   | CC de la Brie Nangissienne                    | 7,81             | 3 211 (2022)                      | 411                | modifier les données · modifier les données |
| Vernou-la-Celle-sur-Seine   | 77494      | 77670       | Fontainebleau  | Montereau-Fault-Yonne    | CC Moret Seine et Loing                       | 22,42            | 2 621 (2022)                      | 117                | modifier les données · modifier les données |
| Vert-Saint-Denis            | 77495      | 77240       | Melun          | Savigny-le-Temple        | CA Grand Paris Sud                            | 16,13            | 9 057 (2022)                      | 562                | modifier les données · modifier les données |
| Vieux-Champagne             | 77496      | 77370       | Provins        | Nangis                   | CC de la Brie Nangissienne                    | 8,89             | 190 (2022)                        | 21                 | modifier les données · modifier les données |
| Vignely                     | 77498      | 77450       | Meaux          | Claye-Souilly            | CA Pays de Meaux                              | 3,58             | 323 (2022)                        | 90                 | modifier les données · modifier les données |
| Ville-Saint-Jacques         | 77516      | 77130       | Fontainebleau  | Montereau-Fault-Yonne    | CC Moret Seine et Loing                       | 10,74            | 811 (2022)                        | 76                 | modifier les données · modifier les données |
| Villebéon                   | 77500      | 77710       | Fontainebleau  | Nemours                  | CC Gâtinais-Val de Loing                      | 16,45            | 464 (2022)                        | 28                 | modifier les données · modifier les données |
| Villecerf                   | 77501      | 77250       | Fontainebleau  | Montereau-Fault-Yonne    | CC Moret Seine et Loing                       | 10,94            | 723 (2022)                        | 66                 | modifier les données · modifier les données |
| Villemaréchal               | 77504      | 77710       | Fontainebleau  | Nemours                  | CC Moret Seine et Loing                       | 17,46            | 1 067 (2022)                      | 61                 | modifier les données · modifier les données |
| Villemareuil                | 77505      | 77470       | Meaux          | Serris                   | CA Pays de Meaux                              | 10,67            | 383 (2022)                        | 36                 | modifier les données · modifier les données |
| Villemer                    | 77506      | 77250       | Fontainebleau  | Nemours                  | CC Moret Seine et Loing                       | 18,54            | 766 (2022)                        | 41                 | modifier les données · modifier les données |
| Villenauxe-la-Petite        | 77507      | 77480       | Provins        | Provins                  | CC de la Bassée - Montois                     | 20,81            | 453 (2022)                        | 22                 | modifier les données · modifier les données |
| Villeneuve-le-Comte         | 77508      | 77174       | Torcy          | Ozoir-la-Ferrière        | CA Val d'Europe Agglomération                 | 19,09            | 1 869 (2022)                      | 98                 | modifier les données · modifier les données |
| Villeneuve-les-Bordes       | 77509      | 77154       | Provins        | Provins                  | CC de la Bassée - Montois                     | 20,60            | 614 (2022)                        | 30                 | modifier les données · modifier les données |
| Villeneuve-Saint-Denis      | 77510      | 77174       | Torcy          | Ozoir-la-Ferrière        | CA Val d'Europe Agglomération                 | 7,40             | 1 383 (2022)                      | 187                | modifier les données · modifier les données |
| Villeneuve-sous-Dammartin   | 77511      | 77230       | Meaux          | Mitry-Mory               | CA Roissy Pays de France                      | 7,56             | 612 (2022)                        | 81                 | modifier les données · modifier les données |
| Villeneuve-sur-Bellot       | 77512      | 77510       | Provins        | Coulommiers              | CC des Deux Morin                             | 9,52             | 1 143 (2022)                      | 120                | modifier les données · modifier les données |
| Villenoy                    | 77513      | 77124       | Meaux          | Claye-Souilly            | CA Pays de Meaux                              | 7,37             | 5 073 (2022)                      | 688                | modifier les données · modifier les données |
| Villeparisis                | 77514      | 77270       | Meaux          | Villeparisis             | CA Roissy Pays de France                      | 8,29             | 26 794 (2022)                     | 3 232              | modifier les données · modifier les données |
| Villeroy                    | 77515      | 77410       | Meaux          | Claye-Souilly            | CC Plaines et Monts de France                 | 5,71             | 692 (2022)                        | 121                | modifier les données · modifier les données |
| Villevaudé                  | 77517      | 77410       | Meaux          | Villeparisis             | CC Plaines et Monts de France                 | 9,98             | 2 114 (2022)                      | 212                | modifier les données · modifier les données |
| Villiers-en-Bière           | 77518      | 77190       | Melun          | Fontainebleau            | CA Melun Val de Seine                         | 10,76            | 242 (2022)                        | 22                 | modifier les données · modifier les données |
| Villiers-Saint-Georges      | 77519      | 77560       | Provins        | Provins                  | CC du Provinois                               | 33,27            | 1 159 (2022)                      | 35                 | modifier les données · modifier les données |
| Villiers-sous-Grez          | 77520      | 77760       | Fontainebleau  | Fontainebleau            | CC Pays de Nemours                            | 12,25            | 684 (2022)                        | 56                 | modifier les données · modifier les données |
| Villiers-sur-Morin          | 77521      | 77580       | Meaux          | Serris                   | CA Coulommiers Pays de Brie                   | 6,28             | 2 067 (2022)                      | 329                | modifier les données · modifier les données |
| Villiers-sur-Seine          | 77522      | 77114       | Provins        | Provins                  | CC de la Bassée - Montois                     | 11,37            | 285 (2022)                        | 25                 | modifier les données · modifier les données |
| Villuis                     | 77523      | 77480       | Provins        | Provins                  | CC de la Bassée - Montois                     | 9,26             | 263 (2022)                        | 28                 | modifier les données · modifier les données |
| Vimpelles                   | 77524      | 77520       | Provins        | Provins                  | CC de la Bassée - Montois                     | 11,33            | 521 (2022)                        | 46                 | modifier les données · modifier les données |
| Vinantes                    | 77525      | 77230       | Meaux          | Mitry-Mory               | CC Plaines et Monts de France                 | 5,27             | 380 (2022)                        | 72                 | modifier les données · modifier les données |
| Vincy-Manœuvre              | 77526      | 77139       | Meaux          | La Ferté-sous-Jouarre    | CC du Pays de l'Ourcq                         | 4,96             | 274 (2022)                        | 55                 | modifier les données · modifier les données |
| Voinsles                    | 77527      | 77540       | Provins        | Fontenay-Trésigny        | CC du Val Briard                              | 28,44            | 573 (2022)                        | 20                 | modifier les données · modifier les données |
| Voisenon                    | 77528      | 77950       | Melun          | Melun                    | CA Melun Val de Seine                         | 3,36             | 1 169 (2022)                      | 348                | modifier les données · modifier les données |
| Voulangis                   | 77529      | 77580       | Meaux          | Serris                   | CA Coulommiers Pays de Brie                   | 9,58             | 1 504 (2022)                      | 157                | modifier les données · modifier les données |
| Voulton                     | 77530      | 77560       | Provins        | Provins                  | CC du Provinois                               | 26,29            | 298 (2022)                        | 11                 | modifier les données · modifier les données |
| Voulx                       | 77531      | 77940       | Provins        | Nemours                  | CC du Pays de Montereau                       | 12,60            | 1 622 (2022)                      | 129                | modifier les données · modifier les données |
| Vulaines-lès-Provins        | 77532      | 77160       | Provins        | Provins                  | CC du Provinois                               | 10,75            | 75 (2022)                         | 7,0                | modifier les données · modifier les données |
| Vulaines-sur-Seine          | 77533      | 77870       | Fontainebleau  | Fontainebleau            | CA du Pays de Fontainebleau                   | 4,42             | 2 720 (2022)                      | 615                | modifier les données · modifier les données |
| Yèbles                      | 77534      | 77390       | Melun          | Nangis                   | CC Brie des Rivières et Châteaux              | 11,68            | 970 (2022)                        | 83                 | modifier les données · modifier les données |
| Seine-et-Marne              | 77         |             |                |                          |                                               | 5 915,00         | 1 452 399 (2022)                  | 246                | modifier les données                        |